# 100 Women

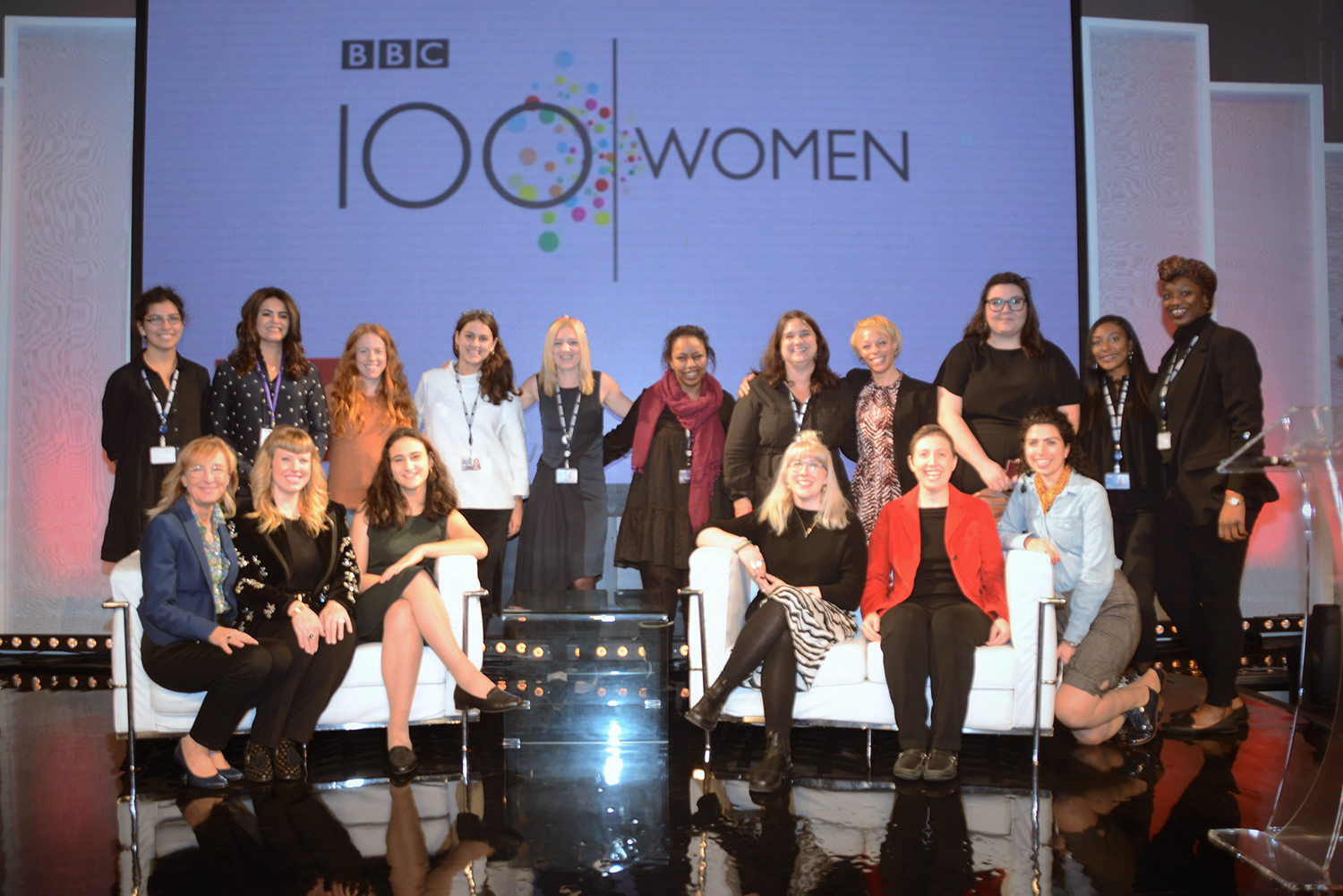
Une partie des 100 Women de 2019 au BBC Radio Theatre à Londres.

100 Women (« 100 femmes ») est une série multi-formats créée en 2013 par la BBC. La série concerne le rôle des femmes au XXIe siècle et inclut des événements à Londres et à Mexico,. Après la publication de la liste, l'émission, intitulée BBC's Women Season (en français « Saison des femmes de la BBC »), est diffusée pendant trois semaines, pendant lesquelles la BBC propose également des rapports en ligne, des débats et des articles sur les femmes. Les femmes du monde entier sont encouragées à participer sur Twitter, en commentant la liste, ainsi que les entretiens et les débats qui suivent sa publication. Une nouvelle liste de lauréates est publiée chaque année depuis 2013.

## Histoire
Après l'affaire du viol collectif de New Delhi en 2012, des membres de la BBC, la régulatrice Liliane Landor, l'éditrice Fiona Crack et plusieurs journalistes, décident de créer une série consacrée aux problèmes et aux réussites des femmes d'aujourd'hui. Elles ont le sentiment que les problèmes des femmes ne reçoivent pas assez d'attention et, en mars 2013, après la journée internationale de la Femme, la BBC reçoit « une avalanche de commentaires des auditrices femmes », qui demandent « plus de contenu par et à propos des femmes ».
La BBC lance la série en 2013, pour répondre à la sous-représentation des femmes dans les médias. Les participantes au programme sont choisies par un sondage dans 26 langues différentes.
La programmation dure un mois entier, se terminant avec une conférence le 25 octobre 2013, durant laquelle 100 femmes du monde entier discutent de problèmes qui leur sont communs. La conférence est diffusée sur le BBC World Service. Bien des sujets sont discutés, incluant le travail, le féminisme, la maternité et la religion, dans le but d'examiner les questions culturelles et sociétales que ces femmes doivent gérer dans leur vie.
Depuis, la série a couvert un certain nombre de sujets, incluant l'éducation, la santé, l'écart des salaires, les mutilations génitales, les violences domestiques et les abus sexuels et cherche à offrir aux femmes une plate-forme pour discuter de comment éliminer le sexisme et améliorer notre monde. Les femmes de la liste viennent du monde entier et de milieux très divers. Certaines femmes sont célèbres, d'autres sont moins connues,.

## Lauréates

### 2013
Le 100 Women de 2013 est un événement d'un mois de la BBC, organisé en octobre 2013. La série se penche sur le rôle des femmes au XXIe siècle et se termine à la Broadcasting House de Londres le 25 octobre 2013, lors d'un événement rassemblant plus de cent femmes du monde entier et d'horizons variés.
Les lauréates sont les suivantes :
| Image | Nom                           | Nationalité                     | Activité |
| ----- | ----------------------------- | ------------------------------- | --- |
|       | Salwa Abu Libdeh (de)         | Palestine                       | Journaliste de télévision                                                                                     |
|       | Madawi al-Rasheed             | Arabie saoudite                 | Chercheuse et experte du genre                                                                                |
|       | Nadia Al-Sakkaf               | Yémen                           | Éditrice |
|       | Sreymom Ang (d)               | Cambodge                        | Styliste |
|       | Anna Arrowsmith               | Royaume-Uni                     | Réalisatrice de films pornographiques                                                                         |
|       | Joyce Aoko Aruga              | Kenya                           | Étudiante et enseignante                                                                                      |
|       | Moe Thuzar Aung               | Birmanie                        | Directrice du réseau national de radio et télévision birman                                                   |
|       | Rehana Azib                   |                                 | Avocate |
|       | Firuza Aliyeva                | Azerbaïdjan                     | Directrice associée de l'Azerbaïdjan Diplomatic Academy                                                       |
|       | Zainab Bangura                | Sierra Leone                    | Représentante des Nations unies sur les violences sexuelles                                                   |
|       | Michaela Bergman              | ?                               | Conseillère en chef des questions sociales de la Banque européenne pour la reconstruction et le développement |
|       | Claire Bertschinger (en)      | Royaume-Uni Suisse              | Infirmière |
|       | Íngrid Betancourt             | France Colombie                 | Ancienne politique et otage des FARC                                                                          |
|       | Cherie Blair                  | Royaume-Uni                     | Avocate et philanthrope                                                                                       |
|       | Emma Bonino                   | Italie                          | Ministre des Affaires étrangères                                                                              |
|       | Yvonne Brewster               | Royaume-Uni Jamaïque            | Metteuse en scène, enseignante et auteure                                                                     |
|       | Gurinder Chadha               | Royaume-Uni                     | Réalisatrice                                                                                                  |
|       | Nervana Mahmoud               | Égypte                          | Blogueuse |
|       | Irina Chakraborty (en)        | Russie Finlande Inde            | Ingénieure |
|       | Shadi Sadr                    | Iran                            | Avocate et activiste pour les droits de l'homme                                                               |
|       | Chipo Chung                   | Chine Zimbabwe                  | Actrice et activiste                                                                                          |
|       | Helen Clark                   | Nouvelle-Zélande                | Ancienne première ministre, à la tête du Programme des Nations unies pour le développement                    |
|       | Diane Coyle                   | Royaume-Uni                     | Économiste, auteure et blogueuse                                                                              |
|       | Caroline Criado-Perez         | Royaume-Uni                     | Journaliste et activiste féministe                                                                            |
|       | Jody Day                      | Royaume-Uni                     | Fondatrice de Gateway Women, un réseau de femmes nullipares                                                   |
|       | Es Devlin                     | Royaume-Uni                     | Designer |
|       | Klára Dobrev                  | Hongrie                         | Juriste et économiste                                                                                         |
|       | Efua Dorkenoo                 | Ghana                           | Conseillère Senior d'Equality Now et activiste contre les mutilations génitales des femmes                    |
|       | Sigridur Maria Egilsdottir    | Islande                         | Championne de débat                                                                                           |
|       | Marwa El-Daly                 | Égypte                          | Activiste, fondatrice de la Waqfeyat Foundation                                                               |
|       | Bushra El-Turk (en)           | Liban Royaume-Uni               | Compositrice                                                                                                  |
|       | Obiageli Ezekwesili           | Nigeria                         | Conseillère senior de l'Open Society Foundation                                                               |
|       | Caroline Farrow               | ?                               | Activiste anti-avortement, blogueuse, auteure catholique                                                      |
|       | Anne Stella Fomumbod          | Cameroun                        | Activiste pour le droit des femmes                                                                            |
|       | Teresa Forcades               | Espagne                         | Nonne radicale                                                                                                |
|       | Razan Ghazzawi                | Syrie                           | Blogueuse et activiste                                                                                        |
|       | Rebecca Gomperts              | Pays-Bas                        | Médecin à la tête de Women on Waves                                                                           |
|       | Tanni Grey-Thompson           | Royaume-Uni                     | Athlète paralympique, 11 médailles d'or                                                                       |
|       | Parveen Hassan (en)           | Royaume-Uni                     | Organisatrice pour les femmes conservatrices                                                                  |
|       | Barbara Hewson (en)           | Royaume-Uni                     | Avocate |
|       | Anis Hidayah                  | Indonésie                       | Activiste du droit des travailleurs migrants                                                                  |
|       | Deborah Hopkins (en)          | Royaume-Uni                     | Mère et activiste politique                                                                                   |
|       | Rose Hudson-Wilkin            | Royaume-Uni Jamaïque            | Prêtresse anglicane                                                                                           |
|       | Bettany Hughes                | Royaume-Uni                     | Historienne, auteure, présentatrice                                                                           |
|       | Rubana Huq                    | Bangladesh                      | Fabricante de tissus                                                                                          |
|       | Leyla Hussein                 | Somalie                         | Cofondatrice de Daughters of Eve, activiste pacifiste                                                         |
|       | Heather Jackson               | États-Unis                      | PDG de An Inspirational Journey et fondatrice du Women's Business Forum                                       |
|       | Shelina Zahra Janmohamed (en) | Royaume-Uni                     | Blogueuse, éditorialiste et auteure                                                                           |
|       | Laura Janner-Klausner         | Royaume-Uni                     | Rabbin spécialisée en judaïsme réformiste                                                                     |
|       | Aowen Jin                     | Chine                           | Artiste contemporaine                                                                                         |
|       | Andy Kawa                     | Afrique du Sud                  | Femme d'affaires, activiste pacifiste                                                                         |
|       | Tehmina Kazi                  | Royaume-Uni                     | Directrice de British Muslims for a Secular Democracy                                                         |
|       | Jude Kelly (en)               | Royaume-Uni                     | Directrice artistique de Southbank Centre                                                                     |
|       | Fereshteh Khosroujerdy (en)   | Iran                            | Chanteuse malvoyante                                                                                          |
|       | Azadeh Kian                   | Iran                            | Chercheuse et spécialiste du genre                                                                            |
|       | Kanya King (en)               | Royaume-Uni                     | PDG et fondatrice des MOBO Awards                                                                             |
|       | Fawzia Koofi                  | Afghanistan                     | Membre du parlement et ancienne porte-parole du parlement                                                     |
|       | Dina Korzun                   | Russie                          | Actrice et activiste                                                                                          |
|       | Martha Lane Fox               | Royaume-Uni                     | Entrepreneure                                                                                                 |
|       | Paris Lees                    | Royaume-Uni                     | Présentatrice transgenre                                                                                      |
|       | Ann Leslie                    | Royaume-Uni                     | Journaliste                                                                                                   |
|       | Sian Lindley                  | ?                               | Chercheuse en technologie sociale                                                                             |
|       | Pontso Mafethe                | Royaume-Uni                     | Directrice de programme de Comic Relief                                                                       |
|       | Brooke Magnanti               | États-Unis                      | Anthropologue, auteure, ancienne travailleuse du sexe                                                         |
|       | Mmasekgoa Masire-Mwamba       | Botswana                        | Secrétaire générale du Commonwealth                                                                           |
|       | Shirley Meredeen (en)         | ?                               | Fondatrice de Growing Old Disgracefully                                                                       |
|       | Samar Samir Mezghanni         | Tunisie                         | Auteure à succès                                                                                              |
|       | Shazia Mirza (en)             | Royaume-Uni                     | Comédienne |
|       | Aditi Mittal                  | Inde                            | Comédienne |
|       | Rosmery Mollo (en)            | Bolivie                         | Activiste indigène                                                                                            |
|       | Orzala Ashraf Nemat           | Afghanistan                     | Chercheuse et activiste                                                                                       |
|       | Pauline Neville-Jones         | Royaume-Uni                     | Ancienne ministre de la sécurité et de l'anti-terrorisme                                                      |
|       | Susie Orbach                  | Royaume-Uni                     | Psychothérapeute et auteure                                                                                   |
|       | Mirina Paananen               | ?                               | Chercheuse sur l'islam                                                                                        |
|       | Claudia Paz y Paz             | Guatemala                       | Avocate générale                                                                                              |
|       | Mariane Pearl                 | France                          | Journaliste, fondatrice de Chime for Change                                                                   |
|       | Laura Perrins (en)            | Irlande                         | Mère au foyer                                                                                                 |
|       | Charlotte Raven               | Royaume-Uni                     | Journaliste et activiste féministe                                                                            |
|       | Gail Rebuck                   | Royaume-Uni                     | PDG de Randon House UK                                                                                        |
|       | Justine Roberts (en)          | Royaume-Uni                     | Fondatrice du site Mumsnet                                                                                    |
|       | Sarah Rogers                  | Sierra Leone                    | Tient la radio Women Community                                                                                |
|       | Fatma Saïd                    | Royaume-Uni Égypte              | Activiste politique                                                                                           |
|       | Balvinder Saund               | Royaume-Uni                     | Directrice de la Sikh Women's Alliance                                                                        |
|       | Kamila Shamsie                | Pakistan (vit au Royaume-Uni)   | Auteure |
|       | Divya Sharma                  | Inde                            | Ingénieure |
|       | Bahia Shehab                  | Liban Égypte                    | Artiste, styliste et historienne de l'art                                                                     |
|       | Joanna Shields                | États-Unis Royaume-Uni          | PDG de Tech City Investment Organisation                                                                      |
|       | Stephanie Shirley             | Royaume-Uni                     | Femme d'affaires et philanthrope                                                                              |
|       | Clare Short                   | Royaume-Uni                     | Politicienne, ancienne secrétaire d'état au développement international                                       |
|       | Jacqui Smith                  | Royaume-Uni                     | Ancienne Secrétaire d'État au Développement international                                                     |
|       | Kate Smurthwaite (en)         | Royaume-Uni                     | Humoriste et activiste                                                                                        |
|       | Rainatou Sow                  | Guinée                          | Fondatrice de Make Every Woman Count                                                                          |
|       | Louise Stephenson             | Royaume-Uni                     | Conseillère                                                                                                   |
|       | May Tha Hla                   | Birmanie                        | Fondatrice de Helping the Burmese Delta                                                                       |
|       | Natasha Walter (en)           | Royaume-Uni                     | Auteure et militante féministe                                                                                |
|       | Judith Webb (en)              | Royaume-Uni                     | Première commandante femme d'un escadron masculin de la British Army                                          |
|       | Saadia Zahidi                 | Pakistan                        | Responsable de la parité et du capital humain, Forum économique mondial                                       |
|       | Dinara Jorobekova (en)        | Kirghizistan                    | Étudiante |
|       | Gemma Godfrey (en)            | ?                               | Administratrice d'entreprise, journaliste, chercheuse en physique quantique                                   |
|       | Martina Navrátilová           | Tchécoslovaquie puis États-Unis | Championne de tournois du Grand Chelem de tennis 18 fois                                                      |

### 2014
La liste 100 Women de 2014 s'inscrit dans la lignée des efforts de la première année
Les lauréates sont les suivantes :
| Image | Nom                           | Nationalité                  | Activité                                                                                                  |
| ----- | ----------------------------- | ---------------------------- | --- |
|       | Yasmin Altwaijri (en)         | Arabie saoudite              | Chercheuse en santé mentale et obésité                                                                    |
|       | Conchita Wurst                | Autriche                     | Chanteuse                                                                                                 |
|       | Laura Bates                   | Royaume-Uni                  | Fondatrice du projet Everyday Sexism                                                                      |
|       | Pinky Lilani (en)             | Royaume-Uni                  | Fondatrice des Asian Women of Achievement Awards                                                          |
|       | Ruby Chakravarti              | Inde                         | Activiste pour les droits des femmes                                                                      |
|       | Susie Orbach                  | Royaume-Uni                  | Psychothérapeute                                                                                          |
|       | Pontso Mafethe                | Zimbabwe                     | Gérante du programme Comic Relief pour les femmes                                                         |
|       | Kate Shand (d)                | Royaume-Uni                  | Directrice d'Enjoy Education                                                                              |
|       | Shappi Khorsandi              | Royaume-Uni Iran             | Comédienne                                                                                                |
|       | Shazia Saleem                 | ?                            | Fondatrice ieat Foods                                                                                     |
|       | Wai Wai Nu                    | Birmanie                     | Directrice de Women Peace Net                                                                             |
|       | Michaela Bergman (d)          | ?                            | Conseillère sur les questions sociales de la banque européenne pour la reconstruction et le développement |
|       | Paula Moreno                  | Colombie                     | Activiste pour la paix                                                                                    |
|       | Rubana Huq                    | Bangladesh                   | Fabricante de tissus                                                                                      |
|       | Lucy-Anne Holmes (en)         | Royaume-Uni                  | Fondatrice de la campagne No More Page Three                                                              |
|       | Brianna Stubbs                | Royaume-Uni                  | Rameuse                                                                                                   |
|       | Matilda Tristram              | Royaume-Uni                  | Auteure de bande dessinée                                                                                 |
|       | Nigar Nazar                   | Pakistan                     | Caricaturiste                                                                                             |
|       | Sharmeen Obaid-Chinoy         | Pakistan                     | Productrice de documentaires                                                                              |
|       | Uldus Bakhtiozina             | Russie                       | Photographe                                                                                               |
|       | Lesley Yellowlees             | Royaume-Uni                  | Première présidente femme de la Royal Chemistry Society                                                   |
|       | Rebecca Gomperts              | Pays-Bas                     | Fondatrice de Women on Waves                                                                              |
|       | Katherine Brown               | Royaume-Uni                  | Chercheuse au King's College de Londres                                                                   |
|       | Emily Kasyoka (d)             | Kenya                        | Boxeuse                                                                                                   |
|       | Aowen Jin                     | Chine Royaume-Uni            | Artiste                                                                                                   |
|       | Eliza Rebeiro                 | ?                            | Fondatrice de Lives not Knives                                                                            |
|       | Muge Iplikci (tr)             | Turquie                      | Journaliste                                                                                               |
|       | Natumanya Sarah               | Ouganda                      | Éducatrice                                                                                                |
|       | Linda Tirado (en)             | États-Unis                   | Activiste                                                                                                 |
|       | Alice Hagan (d)               | ?                            | Ingénieure dans le domaine de la santé                                                                    |
|       | May Tha Hla (d)               | Birmanie                     | Participante à des initiatives contre la famine                                                           |
|       | Rainatou Sow                  | Guinée                       | Fondatrice de Make Every Woman Count                                                                      |
|       | Justa Canaviri (en)           | Bolivie                      | Cheffe |
|       | Heather Jackson               | ?                            | Entrepreneure                                                                                             |
|       | Ruby Wax                      | États-Unis                   | Activiste pour la santé mentale                                                                           |
|       | Umm Ahmed (d)                 | Irak                         | Unique source de revenus de sa famille                                                                    |
|       | Xiaolu Guo                    | Chine                        | Auteure et productrice de films                                                                           |
|       | Hind Hobeika                  | Liban                        | Fondatrice d'Instabeat                                                                                    |
|       | Molly Case                    | Royaume-Uni                  | Étudiante en infirmerie et ambassadrice de Women of the Future                                            |
|       | Joyce Banda                   | Malawi                       | Ancienne présidente                                                                                       |
|       | Saadia Zahidi                 | Pakistan                     | Membre du World Economic Forum                                                                            |
|       | Aditi Mittal                  | Inde                         | Humoriste                                                                                                 |
|       | Jess Butcher (en)             | Royaume-Uni                  | Cofondatrice de Blippar (en)                                                                              |
|       | Farah Mohamed (en)            | Canada                       | Fondatrice du sommet Girls 20                                                                             |
|       | Katy Tuncer                   | ?                            | Fondatrice de Ready Steady Mums                                                                           |
|       | Smruti Sriram                 | ?                            | Fondatrice des Wings of Hope & Achievement Awards                                                         |
|       | Darshan Karki                 | Népal                        | Éditorialiste du quotidien Kathmandu Post, blogueuse                                                      |
|       | Brooke Magnanti               | États-Unis                   | Anthropologue, auteure, ancienne travailleuse du sexe                                                     |
|       | Chipo Chung                   | Chine Zimbabwe               | Actrice et activiste                                                                                      |
|       | Pınar Öğünç (tr)              | Turquie                      | Journaliste politique et sur le droit des femmes                                                          |
|       | Sabina Kurgunayeva            | Azerbaïdjan                  | Footballeuse et gérante d'un magasin de location de vélos                                                 |
|       | Kate Wilson                   | Royaume-Uni                  | Fondatrice d'une maison d'édition de livres pour enfants                                                  |
|       | Betty Lalam                   | Ouganda                      | Directrice d'une organisation de femmes                                                                   |
|       | Arabella Dorman (en)          | Royaume-Uni                  | Artiste de guerre                                                                                         |
|       | Andy Kawa                     | Afrique du Sud               | Entrepreneure sociale                                                                                     |
|       | Bahia Shehab                  | Égypte                       | Artiste, designer et historienne de l'art                                                                 |
|       | Divya Sharma                  | Inde                         | Étudiante en sciences                                                                                     |
|       | Jocelyn Bell Burnell          | Royaume-Uni                  | Astrophysicienne qui a découvert le Pulsar                                                                |
|       | Eléni Antoniádou              | Grèce                        | Cofondatrice de Transplants Without Donors                                                                |
|       | Shelina Zahra Janmohamed (en) | Royaume-Uni                  | Blogueuse, éditorialiste et auteure                                                                       |
|       | Salinee Tavaranan             | Thaïlande                    | Ingénieure et entrepreneure                                                                               |
|       | Hatoon Kadi                   | Arabie saoudite              | Comédienne                                                                                                |
|       | Brie Rogers Lowery (en)       | Royaume-Uni                  | Directrice de Change.org                                                                                  |
|       | Balvinder Saund               | Royaume-Uni                  | Directrice de la Women's Sikh Alliance                                                                    |
|       | Cora Sherlock (en)            | Irlande                      | Activiste contre le droit à l'avortement, blogueuse                                                       |
|       | Alaa Murabit                  | Libye                        | Fondatrice de The Voice of Libyan Women                                                                   |
|       | Bushra El-Turk                | Liban Royaume-Uni            | Compositrice pour le London Symphony Orchestra                                                            |
|       | Kim Winser (en)               | Royaume-Uni                  | Fondatrice de Winser London                                                                               |
|       | Arzu Geybullaïeva             | Azerbaïdjan                  | Blogueuse                                                                                                 |
|       | Judith Webb (en)              | Royaume-Uni                  | Première femme commandante d'un escadron militaire masculin                                               |
|       | Sarah Hesterman               | Qatar                        | Activiste pour l'égalité des femmes                                                                       |
|       | Sana Saleem (en)              | Pakistan                     | Activiste contre la censure d'Internet                                                                    |
|       | Asma Mansour                  | Tunisie                      | Cofondatrice du Centre tunisien pour l'entrepreneuriat social                                             |
|       | Diana Nammi                   | Royaume-Uni Iran (Kurdistan) | Activiste contre les meurtres "d'honneur" et pour les droits des femmes                                   |
|       | Funmi Iyanda                  | Nigeria                      | Présentatrice d'un talk-show, journaliste et activiste                                                    |
|       | Karen Masters (en)            | Royaume-Uni                  | Chercheuse à l'Institute of Cosmology and Gravitation                                                     |
|       | Khuloud Saba                  | Syrie                        | Chercheuse pour la santé publique                                                                         |
|       | Yolanda Wang Yixuan           | Chine                        | Activiste pour les droits des femmes                                                                      |
|       | Ayesha Mustafa                | Royaume-Uni                  | Fondatrice et directrice de FashionComPassion.co.uk                                                       |
|       | Obiageli Ezekwesili           | Nigeria                      | Ancienne vice-présidente de la Banque Mondiale pour l'Afrique et ancienne ministre de l'éducation         |
|       | Tehmina Kazi                  | Royaume-Uni                  | Directrice de British Muslims for Secular Democracy (Musulmans britanniques pour une démocratie laïque)   |
|       | Sophi Tranchell               | ?                            | Directrice de Divine Chocolate                                                                            |
|       | Boghuma Kabisen Titanji       | Cameroun                     | Virologiste et activiste pour la recherche médicale éthique                                               |
|       | Dwi Rubiyanti Kholifah        | Indonésie                    | Dirigeante du mouvement fémniniste d'Indonésie                                                            |
|       | Anjali Ramachandran           | ?                            | Cheffe des innovations à PHD                                                                              |
|       | Yas Necati                    | ?                            | Activiste pour une meilleure éducation sexuelle                                                           |
|       | Yeonmi Park                   | Corée du Nord                | Activiste pour la sensibilisation aux conditions de vie en Corée du Nord                                  |
|       | Irene Li                      | Chine (Hong Kong)            | Journaliste participant et écrivant sur les manifestations à Hong Kong                                    |
|       | Sandee Pyne (en)              | Birmanie                     | Directrice de Community Partner's International                                                           |
|       | Temie Giwa-Tubosun            | Nigeria                      | Fondatrice du One Percent Project pour faciliter les dons du sang au Nigeria                              |
|       | Kavita Krishnan               | Inde                         | Secrétaire de l'All India Progressive Women's Association                                                 |
|       | Sarah Khan (en)               | Pakistan                     | Productrice de films et activiste                                                                         |
|       | Nicky Moffat (en)             | Royaume-Uni                  | Femme la plus haut gradée de l'armée britannique                                                          |
|       | Alice Powell                  | Royaume-Uni                  | Pilote automobile et première femme à gagner un championnat de Formule Renault                            |
|       | Misty Haith                   | ?                            | Chercheuse à l'Imperial College de Londres                                                                |
|       | Sally Sabry                   | Égypte                       | Femme d'affaires                                                                                          |
|       | Kate Smurthwaite (en)         | Royaume-Uni                  | Comédienne et activiste                                                                                   |
|       | Susana López Charretón        | Mexique                      | Virologue spécialisée en Rotavirus                                                                        |
|       | Jaya Luintel                  | Népal                        | Journaliste et activiste pour les droits des femmes                                                       |
|       | Nicola Sturgeon               | Royaume-Uni (Écosse)         | Première ministre                                                                                         |

### 2015
La BBC News 100 Women de 2015 incluait beaucoup de noms connus à l'international, mais aussi d'inconnues qui représentaient les problèmes des femmes. Les femmes de 2015 venaient de 51 pays différents et n'étaient pas forcément vues comme des modèles par la société : une femme dépressive, une femme qui demande l'accès de tous aux toilettes, une femme qui encourage les autres femmes à éviter de se maquiller, une nomade éleveuse de rennes.
Les lauréates sont les suivantes :
| Image | Nom                            | Nationalité         | Activité                                                 |
| ----- | ------------------------------ | ------------------- | -------------------------------------------------------- |
|       | Nicola Adams                   | Royaume-Uni         | Boxeuse                                                  |
|       | Muzzon al-Mellehan             | Syrie               | Activiste                                                |
|       | Siba Alaradi                   | Syrie               | Ingénieure                                               |
|       | Antonia Albert (en)            | Autriche            | Entrepreneure                                            |
|       | Sonita Alizadeh                | Afghanistan         | Rappeuse                                                 |
|       | Victoria Alonsoperez           | Uruguay             | Entrepreneure                                            |
|       | Niloufar Ardalan               | Iran                | Footballeuse                                             |
|       | Paulina Arreola                | Mexique             | Entrepreneure                                            |
|       | Masoumeh Ataei                 | Iran                | Survivante d'une attaque à l'acide                       |
|       | Xyza Bacani                    | Philippines         | Photographe                                              |
|       | Alimata Bara                   | Burkina Faso        | Trader                                                   |
|       | Sana Ben Achour                | Tunisie             | Activiste                                                |
|       | Nicola Benedetti               | Royaume-Uni         | Musicienne                                               |
|       | Meryl Benitah                  | France              | Entrepreneure                                            |
|       | Fatou Bensouda                 | Gambie              | Procureure en chef de la Cour Criminelle Internationale  |
|       | Asha Bhosle                    | Inde                | Chanteuse                                                |
|       | Cecilia Bouzat                 | Argentine           | Biophysicienne                                           |
|       | Bobbi Brown                    | Australie           | Maquilleuse et entrepreneure                             |
|       | Naomi Bya’Ombe                 | RD du Congo         | Étudiante                                                |
|       | Rivka Carmi (en)               | Israël              | Généticienne                                             |
|       | Massiel Chávez                 | Venezuela           | Étudiante                                                |
|       | Eveles Chimala                 | Malawi              | Sage-femme                                               |
|       | Estela Barnes de Carlotto      | Argentine           | Activiste                                                |
|       | Nkosazana Dlamini-Zuma         | Afrique du Sud      | Physicienne                                              |
|       | Isabel dos Santos              | Angola              | Investisseuse                                            |
|       | Leimin Duong                   | Australie           | Entrepreneure                                            |
|       | Ernestina Edem Appiah          | Ghana               | Entrepreneure sociale                                    |
|       | Aissa Edon                     | France Mali         | Sage-femme                                               |
|       | Jana Elhassan (en)             | Liban               | Auteure                                                  |
|       | Nawal El Saadawi               | Égypte              | Auteure                                                  |
|       | Paula Escobar (en)             | Chili               | Éditrice                                                 |
|       | Monir Shahroudy Farmanfarmaian | Iran                | Artiste                                                  |
|       | Claire Fox                     | Royaume-Uni         | Auteure                                                  |
|       | Elissa Freiha (en)             | Émirats arabes unis | Entrepreneure                                            |
|       | Uta Frith                      | Allemagne           | Psychologue                                              |
|       | Melanie Goldsmith              | Royaume-Uni         | Entrepreneure                                            |
|       | Alina Gracheva                 | Moldavie            | Cadreuse                                                 |
|       | Megan Grano (en)               | États-Unis          | Comédienne                                               |
|       | Alice Gray                     | Royaume-Uni         | Blogueuse scientifique                                   |
|       | Sara Jane Ho (en)              | Chine (Hong Kong)   | Entrepreneure                                            |
|       | Michaela Hollywood             | Royaume-Uni         | Leveuse de fonds pour les handicapés                     |
|       | Ella Ingram                    | Australie           | Activiste contre la discrimination des maladies mentales |
|       | Ayesha Ishtiaq                 | Pakistan            | Étudiante                                                |
|       | Somayya Jabarti (en)           | Arabie saoudite     | Éditrice                                                 |
|       | Azza Jadalla                   | Palestine           | Infirmière                                               |
|       | Misraa Jimaa                   | Éthiopie            | Femme médecin                                            |
|       | Samantha John (en)             | États-Unis          | Entrepreneure                                            |
|       | Kamini Kaushal                 | Inde                | Actrice de Bollywood                                     |
|       | Tahmina Kohistani              | Afghanistan         | Sprinteuse olympique                                     |
|       | Rimppi Kumari (en)             | Inde                | Fermière                                                 |
|       | Linda Kwamboka                 | Kenya               | Entrepreneure                                            |
|       | Tina Lavender (en)             | Royaume-Uni         | Sage-femme                                               |
|       | Ling Zihan (en)                | Chine               | Entrepreneure                                            |
|       | Zimasa Mabela                  | Afrique du Sud      | Capitaine de la marine                                   |
|       | Emi Mahmoud                    | Soudan États-Unis   | Poète                                                    |
|       | Catherine Mahugu               | Kenya               | Entrepreneure                                            |
|       | Amara Majeed (en)              | États-Unis          | Activiste voilée et auteure                              |
|       | Nemata Majeks-Walker           | Sierra Leone        | Activiste pour les droits des femmes                     |
|       | Katrine Marçal                 | Suède               | Auteure et journaliste                                   |
|       | Karabo Mathang-Tshabuse        | Afrique du Sud      | Entrepreneure                                            |
|       | Muniba Mazari                  | Pakistan            | Artiste et présentatrice                                 |
|       | Jessy McCabe                   | Royaume-Uni         | Étudiante                                                |
|       | Sania Mirza                    | Inde                | Joueuse de tennis                                        |
|       | Brit Morin                     | États-Unis          | Entrepreneure                                            |
|       | Smriti Nagpal (en)             | Inde                | Entrepreneure                                            |
|       | Pauline Ng (en)                | Singapour           | Entrepreneure                                            |
|       | Delaney                        | États-Unis          | Étudiante                                                |
|       | Bel Pesce (en)                 | Brésil              | Entrepreneure                                            |
|       | Verashni Pillay                | Afrique du Sud      | Éditrice                                                 |
|       | Irina Polyakova (en)           | Russie              | Athlète paralympique                                     |
|       | Elsa Prieto                    | France Espagne      | Entrepreneure                                            |
|       | Cristina Randall (en)          | Canada              | Entrepreneure                                            |
|       | Claire Reid                    | Afrique du Sud      | Entrepreneure                                            |
|       | Jenni Rhodes                   | Royaume-Uni         | Styliste                                                 |
|       | Nikita Ridgeway                | Australie           | Entrepreneure                                            |
|       | Neyda Rojas                    | Venezuela           | Nonne                                                    |
|       | Lubov Russkina                 | Russie              | Éleveuse nomade de rennes                                |
|       | Rabia Salihu Sa'id             | Nigeria             | Physicienne                                              |
|       | Amina Sboui                    | Tunisie             | Auteure et activiste pour les droits des femmes          |
|       | Lorrana Scarpioni              | Brésil              | Entrepreneure                                            |
|       | Louise Schwartz                | Jamaïque            | Danseuse de cabaret                                      |
|       | Patricia Scotland              | Royaume-Uni         | Représentante du commerce                                |
|       | Mumtaz Shaikh                  | Inde                | Activiste des droits de l'homme                          |
|       | Nareen Shammo                  | Irak                | Activiste politique et journaliste                       |
|       | Rasha Shehada (en)             | Palestine           | Directrice d'usine                                       |
|       | Zuzanna Stańska                | Pologne             | Entrepreneure                                            |
|       | Michelle Sun (en)              | Chine (Hong Kong)   | Entrepreneure                                            |
|       | Hilary Swank                   | États-Unis          | Actrice                                                  |
|       | Julie Sygiel                   | États-Unis          | Entrepreneure                                            |
|       | Rotana Tarabzouni              | Arabie saoudite     | Chanteuse                                                |
|       | Kanika Tekriwal                | Inde                | Entrepreneure                                            |
|       | Lizanne Teo                    | Singapour           | Entrepreneure                                            |
|       | Jana Tepe (en)                 | Allemagne           | Entrepreneure                                            |
|       | Li Tingting                    | Chine               | Activiste pour les droits de l'homme                     |
|       | Sophie Walker (en)             | Royaume-Uni         | Dirigeante du Parti pour l'Égalité des Femmes            |
|       | Alek Wek                       | Soudan              | Mannequin et ambassadrice aux Nations unies              |
|       | Xian Xu                        | Chine               | Entrepreneure                                            |
|       | Tin Tin Yu                     | Birmanie            | Enseignante                                              |
|       | Marie-Ange Zimndou Koutou      | Rép. centrafricaine | Infirmière en zone de guerre                             |
|       | Nour                           | Syrie               | Réfugiée                                                 |

### 2016
Le thème de 2016 était la rébellion. En 2016, une partie du festival a été organisée à Mexico.
Les lauréates sont les suivantes :
| Image | Nom                          | Nationalité                  | Activité |
| ----- | ---------------------------- | ---------------------------- | --- |
|       | Alicia Keys                  | États-Unis                   | Chanteuse, auteure, pianiste, actrice et productrice de musique                                                                                 |
|       | Aline Mukovi Neema           | RD du Congo                  | Étudiante activiste politique |
|       | Amna Suleiman                | Palestine                    | Activiste pour les droits des femmes au cyclisme                                                                                                |
|       | Amy Roko                     | Arabie saoudite              | Comédienne devenue célèbre sur Instagram et Vine                                                                                                |
|       | Asel Sadyrova                | Kirghizistan                 | Archère |
|       | Achwaq Moharram              | Yémen                        | Médecin combattant la famine à al-Hodeïda |
|       | Babs Forman                  | Royaume-Uni                  | Maquilleuse qui cache les problèmes de peau |
|       | Becci Wain                   | Royaume-Uni                  | Ancienne auto-mutilatrice qui a combattu la discrimination face à un supermarché                                                                |
|       | Carmen Aristegui             | Mexique                      | Journaliste |
|       | Carolina de Oliveira         | Syrie                        | Activiste pour la santé mentale |
|       | Cat Hulbert (en)             | États-Unis                   | Joueuse de poker |
|       | Chan Yuen-ting               | Chine (Hong Kong)            | Gestionnaire d'une équipe de football |
|       | Chanira Bajracharya          | Népal                        | Ancienne Kumari (déesse) |
|       | Churan Zheng                 | Chine                        | Activiste pour les droits des femmes, arrêtée après avoir organisé une manifestation contre le harcèlement sexuel dans les transports en commun |
|       | Cindy Meston                 | Canada                       | Professeur en psychologie clinique |
|       | Conchi Reyes Ríos            | Espagne                      | Torera |
|       | Corinne Maier                | France                       | Écrivain |
|       | Dalia Sabri                  | Jordanie                     | Enseignante aveugle de musique |
|       | Denise Ho                    | Chine (Hong Kong)            | Icône pop |
|       | Doaa el-Adl                  | Égypte                       | Caricaturiste |
|       | Dwi Handa                    | Indonésie                    | Star de la mode |
|       | Egge Kande                   | Sénégal                      | Conseillère sur l'éducation auprès de jeunes filles                                                                                             |
|       | Ellinah Ntombi Wamukoya      | Swaziland                    | Première femme évêque de l'Église anglicane d'Afrique du Sud                                                                                    |
|       | Erin McKenney (es)           | États-Unis                   | Scientifique |
|       | Erin Sweeny (pt)             | Australie                    | Psychologue du viol |
|       | Evelyn Miralles              | Venezuela                    | Ingénieure de la NASA |
|       | Funke Bucknor-Obruthe        | Nigeria                      | Organisatrice de mariages de célébrités |
|       | Gcina Mhlope                 | Afrique du Sud               | Auteure, poète, dramaturge et conteuse |
|       | Gouri Chindarkar             | Inde                         | Étudiante de l'école de programmation "School in the Cloud"                                                                                     |
|       | Heather Rabbatts (en)        | Jamaïque                     | Chief Executive du London Borough of Lambeth |
|       | Heloïse Letissier            | France                       | Chanteuse connue sous le nom Christine and the Queens                                                                                           |
|       | Ieshia Evans                 | États-Unis                   | Activiste noire |
|       | Isabella Springmuhl Tejada   | Guatemala                    | Styliste |
|       | Iskra Lawrence               | Royaume-Uni                  | Mannequin |
|       | Jamilah Lemieux (en)         | États-Unis                   | Commentatrice culturelle |
|       | Jane Elliott                 | États-Unis                   | Activiste anti-raciste |
|       | Janet O'Sullivan             | Irlande                      | Activiste pour le droit à l'avortement |
|       | Jeanette Winterson           | Royaume-Uni                  | Écrivaine |
|       | Judi Aubel (en)              | États-Unis                   | Entrepreneure sociale |
|       | June Eric-Udorie             | Irlande                      | Activiste étudiante |
|       | Karima Baloch                | Pakistan                     | Activiste pour l'indépendance |
|       | Kartika Jahja (en)           | Indonésie                    | Chanteuse et activiste pour l'égalité des sexes                                                                                                 |
|       | Katherine Johnson            | États-Unis                   | Mathématicienne de la NASA |
|       | Kathy Murray                 | États-Unis                   | |
|       | Khadija Ismayilova           | Azerbaïdjan                  | Journaliste |
|       | Lhakpa Sherpa                | Népal                        | Alpiniste qui a grimpé l'Everest 7 fois |
|       | Liliane Landor               | Liban                        | Journaliste |
|       | Liv Little                   | Royaume-Uni                  | Éditrice de magazine en ligne |
|       | Lois Strong                  | États-Unis                   | Pom-pom girl |
|       | Lubna Tahtamouni             | Jordanie                     | Scientifique |
|       | Lucy Finch                   | Mali                         | Fondatrice d'hôpital |
|       | Mallika Srinivasan (en)      | Inde                         | Fabricante de tracteurs |
|       | Mao Kobayashi                | Japon                        | Blogueuse sur le cancer |
|       | Mariana Costa Checa (es)     | Pérou                        | Femme d'affaires |
|       | Marne Levine (en)            | États-Unis                   | COO d'Instagram |
|       | Marta Sánchez Soler (es)     | Mexique                      | Sociologue |
|       | Marta Vieira da Silva        | Brésil                       | Footballeuse |
|       | 'Mary'                       | Kenya                        | Survivante de viol |
|       | Mary Akrami                  | Afghanistan                  | Fondatrice d'un refuge |
|       | Megan Beveridge (en)         | Royaume-Uni (Écosse)         | Première femme soliste de cornemuse au Edinburgh Military Tattoo                                                                                |
|       | Mercedes Doretti (en)        | Argentine                    | Anthropologue qui étudie les crimes contre l'humanité                                                                                           |
|       | Morena Herrera (en)          | Salvador                     | Activiste pour le droit à l'avortement |
|       | Nadia Khiari                 | Tunisie                      | Caricaturiste |
|       | Nadiya Hussain               | Royaume-Uni                  | Gagnante de l'émission Bake-Off |
|       | Naema Ahmed                  | Pakistan                     | Créatrice de start-up |
|       | Nagira Sabashova             | Kirghizistan                 | Catcheuse |
|       | Natalia Ponce de León        | Colombie                     | Victime d'une attaque à l'acide |
|       | Nay El Rahi (en)             | Liban                        | Étudie le harcèlement |
|       | Neha Singh                   | Inde                         | Activiste contre le harcèlement au travail |
|       | Omotade Alalade              | Nigeria                      | Créatrice d'une fondation contre l'infertilité                                                                                                  |
|       | Ou Xiaobai (en)              | Chine                        | Créatrice d'une application avec laquelle des gays et lesbiennes peuvent se marier facilement                                                   |
|       | Pashtun Rahmat               | Afghanistan                  | Policière |
|       | Paula Hawkins                | Zimbabwe                     | Auteure de La Fille du train |
|       | Pratibha Parmar              | Kenya                        | Metteuse en scène |
|       | Rachida Dati                 | France                       | Politique |
|       | Rakefet Russak-Aminoach (en) | Israël                       | Banquière |
|       | Rebecca Walker               | États-Unis                   | Écrivaine et activiste |
|       | Riham El Hour                | Maroc                        | Caricaturiste |
|       | Renee Rabinowitz (en)        | Belgique                     | Avocate |
|       | Saalumarada Thimmakka        | Inde                         | Environnementaliste de 105 ans |
|       | Seyhan Arman                 | Turquie                      | Activiste transgenre |
|       | Sherin Khankan               | Danemark                     | Imam |
|       | Shirin Gerami (en)           | Iran                         | Triathlète |
|       | Shriti Vadera                | Ouganda                      | Banquière et ministre |
|       | Sian Williams (en)           | Royaume-Uni (Pays de Galles) | Joueuse de rugby |
|       | Simone Biles                 | États-Unis                   | Gymnase |
|       | Stéphanie Harvey             | Canada                       | Joueuse d'e-sport professionnelle |
|       | Stephanie Bell               | États-Unis                   | Catcheuse connue sous le nom de Jade |
|       | Sunny Leone                  | Canada                       | Actrice |
|       | Traci Houpapa (en)           | Nouvelle-Zélande             | PDG |
|       | Um-Yehia                     | Syrie                        | Infirmière |
|       | Viktoria Modesta             | Lettonie                     | Pop artiste |
|       | Winnie Harlow                | Canada                       | Mannequin |
|       | Yasmine Mustafa (en)         | Koweït                       | Entrepreneure |
|       | Yuliya Stepanova             | Russie                       | Athlète et activiste |
|       | Zoleka Mandela               | Afrique du Sud               | Écrivaine |
|       | Zulaikha Patel               | Afrique du Sud               | Activiste anti-raciste de 13 ans |
|       | Tess Asplund                 | Suède                        | Activiste anti-fasciste |
|       | Thuli Madonsela              | Afrique du Sud               | Activiste anti-corruption |
|       | Maria Zakharova              | Russie                       | Porte-parole du ministère des affaires étrangères                                                                                               |

### 2017
En 2017, les femmes de la liste vont participer au challenge 100 Women afin de mettre en lumière les plus grands problèmes auxquels sont confrontés les femmes dans le monde. Elles vont faire partie de quatre équipes afin de partager leur expérience et créer des manières innovantes de traiter les problèmes suivants :
- le plafond de verre
- l'illettrisme des femmes
- le harcèlement de rue
- le sexisme dans le sport

Soixante noms figurent sur la liste. Les 40 autres seront ajoutés en octobre.
Les lauréates sont les suivantes :

#### Équipe plafond de verre
| Image | Nom                               | Nationalité             | Activité                                                                               |
| ----- | --------------------------------- | ----------------------- | -------------------------------------------------------------------------------------- |
|       | Amy Cuddy (en)                    | États-Unis              | Psychologue sociale à Harvard et autrice                                               |
|       | Erin Akinci                       | États-Unis              | Scientifique des données                                                               |
|       | Jin Xing                          | Chine                   | Danseuse, star de la télévision et entrepreneuse                                       |
|       | Lea Coligado                      | États-Unis              | Ingénieure logiciel                                                                    |
|       | Lori Nishiura Mackenzie           | États-Unis              | Directrice du Clayman Institute pour la recherche sur le genre à l'Université Stanford |
|       | Maci Peterson                     | États-Unis              | Directrice générale de l'application On Second Thought                                 |
|       | Mariana Feraru                    | Roumanie                | Esthéticienne                                                                          |
|       | Marina Potoker                    | Russie                  | Directrice générale de Rockwool Russia                                                 |
|       | Michelle Mone                     | Royaume-Uni             | Entrepreneuse                                                                          |
|       | Muhabbat Sharopova                | Ouzbékistan             | Professeure de mathématiques                                                           |
|       | Natalia Margolis                  | États-Unis              | Ingénieure logiciel de Huge agency                                                     |
|       | Romina Bernardo (Chocolate Remix) | Argentine               | Musicienne                                                                             |
|       | Roya Ramezani (en)                | Iran                    | Design strategist                                                                      |
|       | Rumman Chowdhury (en)             | États-Unis              | Consultante chez Accenture AI                                                          |
|       | Susi Pudjiastuti                  | Indonésie               | Politicienne et entrepreneuse                                                          |
|       | Savita Devi                       | Inde                    | Batteuse                                                                               |
|       | Loujain Al-Hathloul               | Arabie saoudite         | Étudiante                                                                              |
|       | Elaine Welteroth                  | États-Unis              | Éditrice en chef de Teen Vogue                                                         |
|       | Melisa Marquez-Rodriguez          | États-Unis (Porto Rico) | Ingénieure informatique spécialiste Android, Weebly.com                                |
|       | Nana Akua Birmeh                  | Ghana                   | Architecte                                                                             |
|       | Sasha Perigo                      | États-Unis              | Étudiante                                                                              |
|       | María Teresa Ruiz                 | Chili                   | Astronome                                                                              |
|       | Suzanne Doyle-Morris              | Australie               | Autrice et experte du genre au travail                                                 |
|       | Marilyn Loden (en)                | États-Unis              | Autrice, consultante en management et militante pour la diversité                      |
|       | Agnes Atim Apea                   | Ouganda                 | Fondatrice et présidente de Hope Co-ops                                                |
|       | Karlie Noon                       | Australie               | Astronome                                                                              |

#### Équipe illettrisme des femmes
| Image | Nom                    | Nationalité | Activité                                                                                       |
| ----- | ---------------------- | ----------- | ---------------------------------------------------------------------------------------------- |
|       | Aditi Avasthi (en)     | Inde        | Entrepreneuse, fondatrice et directrice de Embibe                                              |
|       | Huynh Thi Xam          | Vietnam     | Libraire                                                                                       |
|       | Indira Ranamagar       | Népal       | Fondatrice de Prisoner's Assistance Nepal                                                      |
|       | Ira Trivedi            | Inde        | Écrivaine                                                                                      |
|       | Maggie MacDonnell (en) | Canada      | Professeure                                                                                    |
|       | Mariéme Jamme          | Sénégal     | Fondatrice de iamtheCODE                                                                       |
|       | Mehroonisa Siddiqui    | Inde        | Femme au foyer                                                                                 |
|       | Michelle Bachelet      | Chili       | Présidente du Chili                                                                            |
|       | Nitya Thummalachetty   | Inde        | Directrice de Diversity, FortunaPIX                                                            |
|       | Peggy Whitson          | États-Unis  | Astronaute                                                                                     |
|       | Priyanka Roy           | Inde        | Étudiante                                                                                      |
|       | Sakena Yacoobi         | Afghanistan | Directrice de l' Afghan Institute for Learning, fondatrice de 4 écoles privées et d'une radio. |
|       | Tulika Kiran           | Inde        | Professeure et travailleuse sociale                                                            |
|       | Urvashi Sahni          | Inde        | Fondatrice et directrice de la Study Hall Educational Foundation                               |
|       | Zainab Fadhal          | Irak        | Étudiante                                                                                      |
|       | Vicky Colbert          | Colombie    | Sociologue de l'éducation                                                                      |
|       | Muzoon Almellehan      | Syrie       | Activiste                                                                                      |
|       | Lin Nien-Tzu           | Taïwan      | Fondatrice de Dharti Mata Sustainable Workshop                                                 |
|       | Frances Hardinge       | Royaume-Uni | Autrice                                                                                        |
|       | Ngozi Okonjo-Iweala    | Nigeria     | Économiste                                                                                     |
|       | Ahlam al-Rashid        | Syrie       | Professeure et directrice de the Women Empowerment Centre au nord de la Syrie                  |
|       | Regina Honu            | Ghana       | Informaticienne et entrepreneuse sociale                                                       |
|       | Angeline Murimirwa     | Zimbabwe    | Directrice régionale de Camfed en Afrique du Sud et en Afrique de l'est                        |
|       | Bella Devyatkina       | Russie      | Polyglotte                                                                                     |
|       | Tran Thi Kim Thia      | Vietnam     | Entraîneuse en natation                                                                        |

#### Équipe harcèlement de rue
| Image | Nom                       | Nationalité | Activité                                                                           |
| ----- | ------------------------- | ----------- | ---------------------------------------------------------------------------------- |
|       | Adelle Onyango            | Kenya       | Présentatrice radio                                                                |
|       | Anita Nderu               | Kenya       | Présentatrice de télévision et de radio                                            |
|       | Anne-Marie Imafidon       | Royaume-Uni | Directrice de 'Head Stemette' chez Stemettes                                       |
|       | Chaima Lahsini            | Maroc       | Journaliste                                                                        |
|       | Ellen Johnson Sirleaf     | Liberia     | Présidente du Liberia                                                              |
|       | Ellie Cosgrave            | Royaume-Uni | Conférencière en innovation et en politique urbaine à l'UCL                        |
|       | Laura Jordan Bambach (en) | Australie   | Cofondatrice de Mr President et de SheSays                                         |
|       | Liz Kelly                 | Royaume-Uni | Professeure spécialiste des violences sexuelles                                    |
|       | Maria Scorodinschi        | Moldavie    | Activiste contre la violence conjugale                                             |
|       | Naomi Mwaura              | Kenya       | Fondatrice de Flone Initiative et Communications Associate chez ITDP Africa        |
|       | Resham Khan               | Royaume-Uni | Étudiante                                                                          |
|       | Rupi Kaur                 | Inde        | Autrice                                                                            |
|       | Talent Jumo               | Zimbabwe    | Fondatrice et directrice de Katswe Sistahood                                       |
|       | Tiwa Savage               | Nigeria     | Chanteuse-compositrice                                                             |
|       | Virali Modi               | Inde        | Activiste pour les droits des personnes handicapées et ambassadrice de la jeunesse |
|       | Leila Smith               | France      | Artiste                                                                            |
|       | Sharon Sabita Beepath     | Royaume-Uni | Conseillère                                                                        |
|       | Amanda Nunez-Ferreira     | États-Unis  | Étudiante                                                                          |
|       | Somporn Khempetch         | Thaïlande   | Enseignante et travailleuse sociale                                                |
|       | Tamara De Anda (en)       | Mexique     | Journaliste                                                                        |
|       | Doris Muthoni Wanjira     | Kenya       | Conductrice de bus                                                                 |
|       | Hanne Bingle (en)         | Danemark    | Conductrice du métro de Londres retraitée                                          |
|       | Nihal Saad Zaghloul       | Égypte      | Femme d'affaires, cofondatrice de Bassma                                           |
|       | Angie Ng                  | Canada      | Fondatrice de SlutWalk à Hong Kong                                                 |
|       | Asena Melisa Saglam       | Turquie     | Étudiante                                                                          |

#### Équipe sexisme dans le sport
| Image | Nom                         | Nationalité    | Activité |
| ----- | --------------------------- | -------------- | --- |
|       | Adriana Behar               | Brésil         | Volleyeuse, directrice générale de la planification des sports pour le comité olympique brésilien depuis 2011 |
|       | Ana Luiza Santos de Andrade | Brésil         | Étudiante |
|       | Beatriz Vaz e Silva (en)    | Brésil         | Athlète |
|       | Claudianny Drika            | Brésil         | Entraineuse de football                                                                                       |
|       | Fernanda Nunes              | Brésil         | Canoéiste olympique et blogueuse                                                                              |
|       | Grace Larsen                | États-Unis     | Fonctionnaire retraitée                                                                                       |
|       | Luiza Travassos             | Brésil         | Étudiante |
|       | Maira Liguori               | Brésil         | Directrice d'ONG                                                                                              |
|       | MC Soffia                   | Brésil         | Rappeuse |
|       | Mithali Raj                 | Inde           | joueuse de cricket                                                                                            |
|       | Momina Mustehsan (en)       | Pakistan       | Musicienne |
|       | Nadia Comăneci              | Roumanie       | Gymnaste olympique                                                                                            |
|       | Nawaal Akram                | Qatar          | Mannequin, comédienne et fondatrice de Muscular Dystrophy Qatar                                               |
|       | Nora Tausz Rónai (pt)       | Italie         | Architecte et professeure                                                                                     |
|       | Steph Houghton              | Royaume-Uni    | Footballeuse                                                                                                  |
|       | Jayanthi Kuru-Utumpala      | Sri Lanka      | Alpiniste et militante pour les droits des femmes                                                             |
|       | Cwengekile Nikiwe Myeni     | Afrique du Sud | Manager du programme de soutien Gogo (granny)                                                                 |
|       | Helena Pacheco              | Brésil         | Femme d'affaires et ancienne entraineuse de football                                                          |
|       | Rocky Hehakaija             | Pays-Bas       | Directrice de la Favela Street Foundation et coach                                                            |
|       | Lina Khalifeh               | Jordanie       | Experte en arts martiaux                                                                                      |
|       | Nguyễn Thị Tuyết Dung (en)  | Vietnam        | Footballeuse                                                                                                  |
|       | Derartu Tulu                | Éthiopie       | Coureuse de longue distance                                                                                   |
|       | Shantona Rani Roy           | Bangladesh     | Activiste |
|       | Hou Yifan                   | Chine          | Joueuse d'échecs                                                                                              |

### 2018
Les lauréates sont les suivantes :
| Image | Nom                                                | Nationalité                   | Activité                                                                                  |
| ----- | -------------------------------------------------- | ----------------------------- | ----------------------------------------------------------------------------------------- |
|       | Abisoye Ajayi-Akinfolarin                          | Nigeria                       | Entrepreneure dans le social                                                              |
|       | Esra'a al-Shafei                                   | Bahreïn                       | Directrice exécutive de l'ONG Majal.org                                                   |
|       | Svetlana Alekseeva (en)                            | Russie                        | Modèle ayant survécu à une immolation involontaire                                        |
|       | Lizt Alfonso                                       | Cuba                          | Directrice et chorégraphe                                                                 |
|       | Nimco Ali                                          | Somalie                       | Activiste contre les mutilations génitales féminines                                      |
|       | Isabel Allende                                     | Chili                         | Auteure                                                                                   |
|       | Boushra Yahya Almutawakel (ou Boushra Almutawakel) | Yémen                         | Photographe et activiste                                                                  |
|       | Alina Anisimova                                    | Kirghizistan                  | Étudiante en programmation                                                                |
|       | Frances Arnold                                     | États-Unis                    | Ingénieure en chimie                                                                      |
|       | Uma Devi Badi                                      | Népal                         | Femme politique, activiste, militante pour les droits de la minorité Badi                 |
|       | Judith Balcazar (ca)                               | Royaume-Uni (Angleterre)      | Ancienne créatrice de mode                                                                |
|       | Arlette Contreras                                  | Pérou                         | Activiste contre les violences faites aux femmes                                          |
|       | Leyla Belyalova                                    | Ouzbékistan                   | Ancienne lectrice d'université                                                            |
|       | Analia Bortz (en)                                  | Argentine                     | Docteure et rabbin                                                                        |
|       | Fealofani Bruun                                    | Samoa                         | Yachtmaster                                                                               |
|       | Raneen Bukhari                                     | Arabie saoudite               | Manager sur les réseaux sociaux                                                           |
|       | Joy Buolamwini                                     | États-Unis Ghana              | Chercheuse en intelligence artificielle                                                   |
|       | Barbara Burton                                     | Royaume-Uni (Angleterre)      | Directrice de BehindBras                                                                  |
|       | Tamara Cheremnova (en)                             | Russie                        | Auteure                                                                                   |
|       | Chelsea Clinton                                    | États-Unis                    | Vice-présidente de la Fondation Clinton                                                   |
|       | Stacey Cunningham                                  | États-Unis                    | Présidente de la New York Stock Exchange                                                  |
|       | Jenny Davidson (en)                                | États-Unis                    | Directrice de l'association Stand Up Placer                                               |
|       | Asha de Vos                                        | Sri Lanka                     | Biologiste marine                                                                         |
|       | Gabriella Di Laccio (en)                           | Brésil                        | Soprano et fondatrice de l'ONG DONNE: Women in Music                                      |
|       | Xiomara Diaz                                       | Nicaragua                     | Entrepreneuse                                                                             |
|       | Noma Dumezweni                                     | Royaume-Uni (Angleterre)      | Actrice                                                                                   |
|       | Chidera Eggerue (en)                               | Royaume-Uni (Angleterre)      | Blogueuse                                                                                 |
|       | Shrouk El-Attar                                    | Égypte                        | Ingénieure en électronique                                                                |
|       | Nicole Evans                                       | Royaume-Uni (Angleterre)      | Activiste pour les femmes ménopausées jeunes                                              |
|       | Raghda Ezzeldin                                    | Égypte                        | Pilote automobile                                                                         |
|       | Mitra Farazandeh                                   | Iran                          | Artiste                                                                                   |
|       | Mamitu Gashe                                       | Éthiopie                      | Chirurgienne                                                                              |
|       | Meena Gayen                                        | Inde                          |                                                                                           |
|       | GEM                                                | Chine                         | Chanteuse                                                                                 |
|       | Fabiola Gianotti                                   | Italie                        | Physicienne, directrice générale de l'Organisation européenne pour la recherche nucléaire |
|       | Julia Gillard                                      | Australie                     | Ancienne Première ministre d'Australie                                                    |
|       | Elena Gorolová (en)                                | Tchéquie                      | Activiste pour les droits humains                                                         |
|       | Randi Griffin (en)                                 | États-Unis                    | Hockeyeuse et data scientist                                                              |
|       | Janet Harbick                                      | Canada                        |                                                                                           |
|       | Jessica Hayes                                      | États-Unis                    | Professeure en théologie et vierge consacrée                                              |
|       | Thando Hopa                                        | Afrique du Sud                | Mannequin albinos                                                                         |
|       | Hindou Oumarou Ibrahim                             | Tchad                         | Environnementaliste et avocate pour les populations indigènes et les femmes               |
|       | Reyhan Jamalova                                    | Azerbaïdjan                   | Étudiante entrepreneure                                                                   |
|       | Jameela Jamil                                      | Royaume-Uni (Angleterre)      | Actrice et activiste                                                                      |
|       | Liz Johnson (en)                                   | Royaume-Uni (Angleterre)      | Nageuse paralympique                                                                      |
|       | Lao Khang                                          | Laos                          | Joueuse de rugby et coach                                                                 |
|       | Joey Mead King (en)                                | Philippines                   | Mannequin                                                                                 |
|       | Krishna Kohli                                      | Pakistan                      | Politicienne et activiste pour les droits des femmes                                      |
|       | Marie Laguerre                                     | France                        | Ingénieure et activiste contre le harcèlement de rue                                      |
|       | Vaesna Chea Leth                                   | Cambodge                      | Avocate                                                                                   |
|       | Ana Graciela Sagastume Lopez                       | Salvador                      | Procureure                                                                                |
|       | María Corina Machado                               | Venezuela                     | Fondatrice du mouvement Súmate                                                            |
|       | Nanaia Mahuta                                      | Nouvelle-Zélande              | Ministre du développement maori                                                           |
|       | Sakdiyah Ma'ruf (en)                               | Indonésie                     | Comédienne de stand-up                                                                    |
|       | Lisa McGee                                         | Royaume-Uni (Irlande du Nord) | Écrivaine                                                                                 |
|       | Kirsty McGurrell                                   | Royaume-Uni                   | Fondatrice de l'ONG 4Louis                                                                |
|       | Becki Meakin                                       | Royaume-Uni                   | Directrice générale de Shaping Our Lives                                                  |
|       | Ruth Medufia                                       | Ghana                         | Métallurgiste                                                                             |
|       | Larisa Mikhaltsova                                 | Ukraine                       | Mannequin et professeure de musique                                                       |
|       | Amina J. Mohammed                                  | Nigeria                       | Femme politique                                                                           |
|       | Yanar Mohammed                                     | Irak                          | Militante pour les droits humains                                                         |
|       | Joseline Esteffania Velasquez Morales              | Guatemala                     | Étudiante et coordinatrice d'ONG                                                          |
|       | Robin Morgan                                       | États-Unis                    | Auteure et féministe                                                                      |
|       | Nujeen Mustafa                                     | Syrie                         | Étudiante                                                                                 |
|       | Dima Nashawi                                       | Syrie                         | Artiste                                                                                   |
|       | Helena Ndume                                       | Namibie                       | Ophtalmologiste                                                                           |
|       | Kelly O'Dwyer (en)                                 | Australie                     | Politicienne                                                                              |
|       | Yuki Okoda                                         | Japon                         | Astronome                                                                                 |
|       | Olivette Otele                                     | Cameroun                      | Historienne                                                                               |
|       | Claudia Sheinbaum                                  | Mexique                       | Maire de Mexico                                                                           |
|       | Park Soo-yeon                                      | Corée du Sud                  | Activiste pour l'éradication des crimes sexuels en ligne                                  |
|       | Ophelia Pastrana                                   | Colombie                      | Comédienne                                                                                |
|       | Viji Penkoottu                                     | Inde                          | Activiste pour les droits des femmes de ménage                                            |
|       | Brigitte Sossou Perenyi (en)                       | Ghana                         | Productrice                                                                               |
|       | Vicky Phelan                                       | Irlande                       | Lanceuse d’alerte                                                                         |
|       | Rahibai Soma Popere (en)                           | Inde                          | Fondatrice de la Seed Bank                                                                |
|       | Valentina Quintero (es)                            | Venezuela                     | Journaliste                                                                               |
|       | Sam Ross                                           | Royaume-Uni                   | Avocate pour les personnes atteintes du syndrome de Down                                  |
|       | Fatma Samoura                                      | Sénégal                       | Secrétaire générale de la FIFA                                                            |
|       | Juliet Sargeant                                    | Tanzanie                      | Conceptrice de jardin                                                                     |
|       | Sima Sarkar                                        | Bangladesh                    | Femme au foyer                                                                            |
|       | Shaparak Shajarizadeh                              | Iran                          | Filles de la rue Enghelab (en)                                                            |
|       | Haven Shepherd (ca)                                | Vietnam                       | Mannequin et nageuse paralympique                                                         |
|       | Nenney Shushaidah Binti Shamsuddin (en)            | Malaisie                      | Juge                                                                                      |
|       | Hayat Sindi                                        | Arabie saoudite               | Conseillère en chef du président de la Banque islamique de développement                  |
|       | Jacqueline Straub                                  | Allemagne                     | Théologienne                                                                              |
|       | Donna Strickland                                   | Canada                        | Prix Nobel de Physique 2018                                                               |
|       | Kanpassorn Suriyasangpetch (en)                    | Thaïlande                     | Fondatrice d'une application pour les personnes ayant des problèmes de santé mentale      |
|       | Setsuko Takamizawa                                 | Japon                         | Retraitée                                                                                 |
|       | Nargis Taraki                                      | Afghanistan                   | Conseillère juridique pour des ONG                                                        |
|       | Ellen Tejle (sv)                                   | Suède                         | Directrice de la maison des médias Fanzingo                                               |
|       | Helen Taylor Thompson (en)                         | Royaume-Uni                   | Ancienne espionne                                                                         |
|       | Bola Tinubu                                        | Nigeria                       | Avocate                                                                                   |
|       | Errollyn Wallen                                    | Royaume-Uni                   | Compositrice                                                                              |
|       | Safiya Wazir                                       | Afghanistan                   | Activiste                                                                                 |
|       | Gladys West                                        | États-Unis                    | Mathématicienne                                                                           |
|       | Luo Yang                                           | Chine                         | Photographe                                                                               |
|       | Maral Yazarloo (en)                                | Iran                          | Créatrice de mode                                                                         |
|       | Tashi Zangmo (en)                                  | Bhoutan                       | Directrice exécutive de Bhutan Nuns Foundation                                            |
|       | Jing Zhao                                          | Chine                         | Entrepreneure                                                                             |

### 2019
Les lauréates sont les suivantes :
| Image | Nom                          | Nationalité            | Activité                                            |
| ----- | ---------------------------- | ---------------------- | --------------------------------------------------- |
|       | Precious Adams               | États-Unis             | Ballerine                                           |
|       | Parveena Ahanger (en)        | Inde                   | Activiste pour les droits humains                   |
|       | Piera Aiello                 | Italie                 | Femme politique                                     |
|       | Jasmin Akter                 | Royaume-Uni Bangladesh | Joueuse de cricket                                  |
|       | Manal Al Dowayan             | Arabie saoudite        | Artiste contemporaine                               |
|       | Kimia Alizadeh               | Iran                   | Taekwondoïste                                       |
|       | Alanoud Alsharekh            | Koweït                 | Activiste pour les droits des femmes                |
|       | Marwa Al-Sabouni             | Syrie                  | Architecte                                          |
|       | Rida al-Tubuly               | Libye                  | Activiste pour la paix                              |
|       | Tabata Amaral                | Brésil                 | Femme politique                                     |
|       | Yalitza Aparicio             | Mexique                | Actrice/Activiste pour les droits humains           |
|       | Dayna Ash                    | Liban                  | Gérante d'une galerie d'art                         |
|       | Dina Asher-Smith             | Royaume-Uni            | Athlète                                             |
|       | MiMi Aung (en)               | États-Unis             | Ingénieure pour la NASA                             |
|       | Judith Bakirya               | Ouganda                | Fermière                                            |
|       | Ayah Bdeir                   | Liban                  | Cheffe d'entreprise                                 |
|       | Bhikkhuni Dhammananda        | Thaïlande              | Religieuse bouddhiste                               |
|       | Mabel Bianco                 | Argentine              | Médecin                                             |
|       | Raya Bidshahri (en)          | Iran                   | Éducatrice                                          |
|       | Katie Bouman                 | États-Unis             | Scientifique                                        |
|       | Sinéad Burke                 | Irlande                | Activiste pour les droits des personnes handicapées |
|       | Lisa Campo-Engelstein (en)   | États-Unis             | Bio-éthicienne                                      |
|       | Scarlett Curtis (en)         | Royaume-Uni            | Écrivaine                                           |
|       | Ella Daish (en)              | Royaume-Uni            | Environnementaliste                                 |
|       | Sharan Dhaliwal              | Royaume-Uni            | Artiste et écrivaine                                |
|       | Salwa Eid Naser              | Bahreïn                | Athlète                                             |
|       | Rana el Kaliouby             | États-Unis Égypte      | Pionnière de l'intelligence artificielle            |
|       | María Fernanda Espinosa      | Équateur               | Femme politique                                     |
|       | Lucinda Evans                | Afrique du Sud         | Activiste pour les droits des femmes                |
|       | Sœur Gérard Fernandez        | Singapour              | Religieuse catholique                               |
|       | Bethany Firth                | Royaume-Uni            | Nageuse handisport                                  |
|       | Owl Fisher (en)              | Islande                | Activiste trans                                     |
|       | Shelly-Ann Fraser-Pryce      | Jamaïque               | Athlète                                             |
|       | Zharifa Ghafari              | Afghanistan            | Maire de Maydan Shahr                               |
|       | Tayla Harris (en)            | Australie              | Footballeuse/boxeuse                                |
|       | Hollie                       | États-Unis             | Survivante du trafic du sexe                        |
|       | Wensi Huang                  | Chine                  | Boxeuse professionnelle                             |
|       | Luchita Hurtado              | Venezuela              | Peintre                                             |
|       | Yumi Ishikawa                | Japon                  | Instigatrice du mouvement KuToo                     |
|       | Asmaa James                  | Sierra Leone           | Journaliste                                         |
|       | Aranya Johar                 | Inde                   | Activiste pour les droits des femmes                |
|       | Katrina Johnston-Zimmerman   | États-Unis             | Anthropologue                                       |
|       | Gada Kadoda                  | Soudan                 | Ingénieure                                          |
|       | Amy Karle                    | États-Unis             | Bio-artiste                                         |
|       | Ahlam Khudr                  | Soudan                 | Cheffe d'un mouvement de protestation               |
|       | Fiona Kolbinger              | Allemagne              | Cycliste                                            |
|       | Hiyori Kon                   | Japon                  | Sumotori                                            |
|       | Aïssata Lam                  | Mauritanie             | Experte en microfinance                             |
|       | Soo Jung Lee (en)            | Corée du Sud           | Psychologue                                         |
|       | Fei-Fei Li                   | États-Unis             | Pionnière de l'intelligence artificielle            |
|       | Erika Lust                   | Suède                  | Pionnière de la pornographie féministe              |
|       | Lauren Mahon                 | Royaume-Uni            | Survivante du cancer                                |
|       | Julie Makani                 | Tanzanie               | Chercheuse en médecine                              |
|       | Lisa Mandemaker (en)         | Pays-Bas               | Designer                                            |
|       | Jamie Margolin               | États-Unis             | Environnementaliste                                 |
|       | Francia Márquez              | Colombie               | Environnementaliste                                 |
|       | Gina Martin                  | Royaume-Uni            | Activiste pour les droits des femmes                |
|       | Sarah Martins Da Silva       | Royaume-Uni            | Gynécologue/obstétricienne                          |
|       | Raja Meziane                 | Algérie                | Chanteuse                                           |
|       | Susmita Mohanty (en)         | Inde                   | Entrepreneuse spatiale                              |
|       | Benedicte Mundele            | RD du Congo            | Entrepreneuse en agro-alimentaire                   |
|       | Subhalakshmi Nandi           | Inde                   | Experte en égalité des genres                       |
|       | Trang Nguyen (en)            | Vietnam                | Écologiste                                          |
|       | Van Thi Nguyen (en)          | Vietnam                | CEO de Will to Live                                 |
|       | Natasha Noel                 | Inde                   | Yogi                                                |
|       | Alexandria Ocasio-Cortez     | États-Unis             | Membre du Congrès des États-Unis                    |
|       | Farida Osman                 | Égypte                 | Nageuse                                             |
|       | Ashcharya Peiris (en)        | Sri Lanka              | Designer                                            |
|       | Danit Peleg (en)             | Israël                 | Designer                                            |
|       | Autumn Peltier               | Canada                 | Activiste pour l'eau potable                        |
|       | Swietenia Puspa Lestari (en) | Indonésie              | Plongeuse/environnementaliste                       |
|       | Megan Rapinoe                | États-Unis             | Footballeuse                                        |
|       | Onjali Q. Raúf (en)          | Royaume-Uni            | Écrivaine                                           |
|       | Charlene Ren                 | Chine                  | Activiste pour l'eau potable                        |
|       | Maria Ressa                  | Philippines            | Journaliste                                         |
|       | Djamila Ribeiro              | Brésil                 | Écrivaine et militante pour les droits des femmes   |
|       | Jawahir Roble                | Somalie Royaume-Uni    | Arbitre de football                                 |
|       | Najat Saliba                 | Liban                  | Chimiste                                            |
|       | Nanjira Sambuli              | Kenya                  | Experte en digital                                  |
|       | Zehra Sayers (en)            | Turquie                | Scientifique                                        |
|       | Hayfa Sdiri                  | Tunisie                | Entrepreneuse                                       |
|       | Noor Shaker (en)             | Syrie                  | Scientifique informatique                           |
|       | Bonita Sharma                | Népal                  | Innovatrice                                         |
|       | Vandana Shiva                | Inde                   | Environnementaliste                                 |
|       | Pragati Singh (en)           | Inde                   | Médecin                                             |
|       | Lioubov Sobol                | Russie                 | Activiste anti-corruption                           |
|       | Samah Subay (en)             | Yémen                  | Avocate                                             |
|       | Kalista Sy                   | Sénégal                | Scénariste                                          |
|       | Bella Thorne                 | États-Unis             | Actrice/productrice                                 |
|       | Véronique Thouvenot          | Chili                  | Médecin                                             |
|       | Greta Thunberg               | Suède                  | Écologiste                                          |
|       | Paola Villarreal             | Mexique                | Programmatrice                                      |
|       | Ida Vitale                   | Uruguay                | Poétesse                                            |
|       | Purity Wako (en)             | Ouganda                | Coach de vie                                        |
|       | Marilyn Waring               | Nouvelle-Zélande       | Économiste/Environnementaliste                      |
|       | Amy Webb                     | États-Unis             | Futurologue                                         |
|       | Sara Wesslin (en)            | Finlande               | Journaliste                                         |
|       | Gina Zurlo                   | États-Unis             | Doctorante en religions                             |

### 2020
Les lauréates sont les suivantes :

#### Équipe connaissance
| Image | Nom                        | Nationalité                   | Activité                                                                                             |
| ----- | -------------------------- | ----------------------------- | --- |
|       | Rina Atker                 | Bangladesh                    | Ancienne travailleuse du sexe reconvertie en travailleuse humanitaire                                |
|       | Sarah Al Amiri             | Émirats arabes unis           | Scientifique et ministre d'État pour les hautes technologies des Émirats arabes unis.                |
|       | Adriana Albini (en)        | Italie                        | Pathologiste spécialisée dans la recherche contre le cancer                                          |
|       | Elizabeth Anionwu (en)     | Royaume-Uni                   | Infirmière                                                                                           |
|       | Diana Barran               | Royaume-Uni                   | Femme politique, membre de la Chambre des lords                                                      |
|       | Macinley Butson            | Australie                     | Inventrice                                                                                           |
|       | Fang Fang                  | Chine                         | Écrivaine                                                                                            |
|       | Somaya Faruqi              | Afghanistan                   | Experte en robotique                                                                                 |
|       | Lauren Gardner (en)        | États-Unis                    | Créatrice du tableau de bord de la pandémie de Covid-19 aux États-Unis de l'Université Johns-Hopkins |
|       | Iman Ghaleb Al-Hamli       | Yémen                         | Entrepreneure d'un micro réseau exclusivement féminin                                                |
|       | Sarah Gilbert              | Royaume-Uni                   | Impliquée dans le développement d'un vaccin contre le COVID-19                                       |
|       | Rebeca Gyumi               | Tanzanie                      | Activiste pour l'éducation des filles                                                                |
|       | Jemimah Kariuki            | Kenya                         | Créatrice de Wheels for Life, un service d'ambulance gratuite                                        |
|       | Safaa Kumani (en)          | Syrie                         | Virologue des plantes                                                                                |
|       | Ishtar Lakhani             | Afrique du Sud                | Activiste pour les droits des femmes                                                                 |
|       | Lucy Monaghan              | Royaume-Uni (Irlande du Nord) | Activistes contre le viol                                                                            |
|       | Douce Namwezi N'Ibamba     | RD du Congo                   | Fondatrice de Uwezo Afrika Initiative, qui promeut l'émancipation féminine par le journalisme        |
|       | Etheldreda Nakimuli-Mpungu | Ouganda                       | Épidémiologiste                                                                                      |
|       | Vernetta M Nay Moberly     | États-Unis                    | Activiste pour l'environnement inuit                                                                 |
|       | Sania Nishtar (en)         | Pakistan                      | Activiste spécialisée dans l'accès aux soins pour les plus pauvres                                   |
|       | Lorna Prendergast          | Australie                     | Chercheuse sur la démence                                                                            |
|       | Susana Raffalli (en)       | Venezuela                     | Nutritionniste                                                                                       |
|       | Sapana Roka Magar          | Népal                         | Ouvrière de crématorium                                                                              |
|       | Pardis Sabeti              | Iran États-Unis               | Généticienne de l'évolution                                                                          |
|       | Febfi Setyawati            | Indonésie                     | Activiste pour l'accès à la culture pour tous                                                        |
|       | Ruth Shady                 | Pérou                         | Anthropologue et archéologue                                                                         |
|       | Kathryn D. Sullivan        | États-Unis                    | Astronaute                                                                                           |
|       | Rima Sultana Rimu          | Bangladesh                    | Défenseure des Rohingya                                                                              |
|       | Anastasia Volkova (en)     | Ukraine                       | Innovatrice dans l'agriculture                                                                       |
|       | Siouxsie Wiles             | Nouvelle-Zélande              | Microbiologiste                                                                                      |
|       | Leo Yee-sin                | Singapour                     | Directrice du National Centre for Infectious Diseases de Singapour                                   |

#### Équipe direction
| Image | Nom                             | Nationalité          | Activité |
| ----- | ------------------------------- | -------------------- | --- |
|       | Loza Abera                      | Éthiopie             | Joueuse de football |
|       | Christina Adane                 | Pays-Bas Royaume-Uni | Activiste contre la faim |
|       | Yvonne Aki-Sawyerr              | Sierra Leone         | Maire de Freetown |
|       | Ubah Ali                        | Somaliland           | Militante pour l'éducation des filles                                                                                          |
|       | Nadeen Ashraf                   | Égypte               | Fondatrice de Assault Police, un compte Instagram recensant les histoires de harcèlement sexuel                                |
|       | Bilkis Dadi (en)                | Inde                 | Militante opposée à l'amendement de 2019 de la loi sur la citoyenneté indienne                                                 |
|       | Evelina Cabrera                 | Argentine            | Ancienne SDF devenue entraîneuse de football                                                                                   |
|       | Caroline Castro                 | Argentine            | Syndicaliste |
|       | Agnes Chow                      | Chine (Hong Kong)    | Militante pour la démocratie                                                                                                   |
|       | Naomi Dickson                   | Royaume-Uni          | Défenseure des victimes de violences domestiques                                                                               |
|       | Ilwad Elman                     | Somalie Canada       | Militante pour les droits de l'homme                                                                                           |
|       | Jeong Eun-kyeong (en)           | Corée du Sud         | Experte en santé publique |
|       | Maggie Gobran                   | Égypte               | Religieuse laïque consacrée copte                                                                                              |
|       | Deta Hedman                     | Jamaïque             | Joueuse de fléchettes |
|       | Manasi Girishchandra Joshi (en) | Inde                 | Joueuse de badminton handisport                                                                                                |
|       | Salsabila Khairunnisa           | Indonésie            | Militante environnementaliste                                                                                                  |
|       | Claudia López                   | Colombie             | Maire de Bogota |
|       | Sanna Marin                     | Finlande             | Première ministre de Finlande                                                                                                  |
|       | Vanessa Nakate                  | Ouganda              | Militante pour le climat |
|       | Nemonte Nenquimo                | Équateur             | Militante pour le climat Huaorani                                                                                              |
|       | Phyllis Omido                   | Kenya                | Militante pour le climat |
|       | Ridhima Pandey                  | Inde                 | Militante pour le climat |
|       | Oksana Pouchkina                | Russie               | Militante pour les droits de l'homme                                                                                           |
|       | Panusaya Sitijirawattanakul     | Thaïlande            | Militante pour les droits des femmes                                                                                           |
|       | Nasrin Sotoudeh                 | Iran                 | Avocate spécialisée dans les droits de l'homme                                                                                 |
|       | Svetlana Tikhanovskaïa          | Biélorussie          | Militante pour la démocratie, fer de lance des manifestations de 2020 en Biélorussie contre le président Alexandre Loukachenko |
|       | Arussi Unda                     | Mexique              | Activiste pour les droits des femmes                                                                                           |
|       | Aisha Yesufu                    | Nigeria              | Militante pour la démocratie                                                                                                   |
|       | Gulnaz Zhuzbaeva                | Kirghizistan         | Militante pour une meilleure accessibilité aux personnes aveugles                                                              |

#### Équipe créativité
| Image | Nom                           | Nationalité                  | Activité                                              |
| ----- | ----------------------------- | ---------------------------- | ----------------------------------------------------- |
|       | Houda Abouz                   | Maroc                        | Rappeuse                                              |
|       | Waad al-Kateab                | Syrie                        | Réalisatrice                                          |
|       | Tsitsi Dangarembga            | Zimbabwe                     | Écrivaine et cinéaste                                 |
|       | Karen Dolva (en)              | Norvège                      | Innovatrice                                           |
|       | Jane Fonda                    | États-Unis                   | Actrice                                               |
|       | Kiran Gandhi                  | Inde États-Unis              | Artiste de musique électronique                       |
|       | Miho Imada (en)               | Japon                        | Brasseuse de saké                                     |
|       | Isaivani                      | Inde                         | Chanteuse                                             |
|       | Nadine Kaadan                 | Syrie                        | Illustratrice                                         |
|       | Mulenga Kapwepwe              | Zambie                       | Autrice                                               |
|       | Jackie Kay                    | Royaume-Uni                  | Scots Makar et chancelière de l'Université de Salford |
|       | Mahira Khan                   | Pakistan                     | Actrice                                               |
|       | Angélique Kidjo               | Bénin                        | Musicienne                                            |
|       | Chu Kim Duc                   | Vietnam                      | Architecte                                            |
|       | Zahara                        | Afrique du Sud               | Musicienne                                            |
|       | Nandar                        | Birmanie                     | Podcateuse féministe                                  |
|       | Ana Tijoux                    | France Chili                 | Rappeuse                                              |
|       | Ioulia Vladimirovna Tsvetkova | Russie                       | Militante pour les droits des femmes                  |
|       | Kotchakorn Voraakhom          | Thaïlande                    | Architecte et designeuse                              |
|       | Elin Williams                 | Royaume-Uni (Pays de Galles) | Militante pour les droits des personnes handicapées   |
|       | Michelle Yeoh                 | Malaisie                     | Actrice                                               |

#### Équipe identité
| Image | Nom                         | Nationalité  | Activité                                                                                     |
| ----- | --------------------------- | ------------ | -------------------------------------------------------------------------------------------- |
|       | Erica Baker                 | Allemagne    | Ingénieure                                                                                   |
|       | Cindy Burbridge             | Thaïlande    | Militante contre les violences faites aux femmes                                             |
|       | Wendy Beatriz Caishpal Jaco | Salvador     | Militante pour les droits des personnes handicapées                                          |
|       | Patrisse Cullors            | États-Unis   | Cofondatrice du mouvement Black Lives Matter                                                 |
|       | Shani Dhanda                | Royaume-Uni  | Militante pour les droits des personnes handicapées                                          |
|       | Eileen Flynn                | Irlande      | Travellers membre du Seanad Éireann                                                          |
|       | Alicia Garza                | États-Unis   | Cofondatrice du mouvement Black Lives Matter                                                 |
|       | Muyesser Abdul'ehed (en)    | Turkménistan | Poétesse ouïghoure                                                                           |
|       | Uyaiedu Ikpe-Etim           | Nigeria      | Cinéaste                                                                                     |
|       | Gülsüm Kav                  | Turquie      | Défenseure des victimes de féminicide                                                        |
|       | Josina Z. Machel            | Mozambique   | Militante contre les violences domestiques                                                   |
|       | Hayat Mirshad               | Liban        | Militante pour les droits des femmes                                                         |
|       | Laleh Osmany                | Afghanistan  | Militante pour que les noms des femmes apparaissent sur les papiers officiels en Afghanistan |
|       | Cibele Racy                 | Brésil       | Militante pour l'égalité raciale dans les écoles primaires de São Paulo                      |
|       | Lea T                       | Brésil       | Mannequin trans                                                                              |
|       | Opal Tometi                 | États-Unis   | Cofondatrice du mouvement Black Lives Matter                                                 |
|       | Alice Wong                  | États-Unis   | Militante pour les droits des personnes handicapées                                          |

### 2021
Les lauréates sont les suivantes :

#### Afghanistan
| Image | Nom                 | Nationalité | Activité                                                                    |
| ----- | ------------------- | ----------- | --------------------------------------------------------------------------- |
|       | Lima Aafshid        | Afghanistan | Poétesse                                                                    |
|       | Muqadasa Ahmadzai   | Afghanistan | Militante contre les violences domestiques                                  |
|       | Rada Akbar          | Afghanistan | Artiste visuelle                                                            |
|       | Leena Alam          | Afghanistan | Actrice                                                                     |
|       | Dr Alema            | Afghanistan | Militante pour les droits des femmes                                        |
|       | Wahida Amiri        | Afghanistan | Bibliothécaire                                                              |
|       | Zuhal Atmar         | Afghanistan | Entrepreneure dans le recyclage                                             |
|       | Crystal Bayat       | Afghanistan | Militante pour les droits des femmes                                        |
|       | Razia Barakzai      | Afghanistan | Militante pour les droits des femmes                                        |
|       | Nilofar Bayat       | Afghanistan | Joueuse de basket-ball en fauteuil roulant                                  |
|       | Faiza Darkhani      | Afghanistan | Environnementaliste                                                         |
|       | Pashtana Durrani    | Afghanistan | Militante pour le droit à l'éducation des filles                            |
|       | Shila Ensandost     | Afghanistan | Militante pour le droit à l'éducation des filles                            |
|       | Saeeda Etebari      | Afghanistan | Créatrice de bijoux                                                         |
|       | Sahar Fetrat        | Afghanistan | Féministe                                                                   |
|       | Fatima Gailani      | Afghanistan | Négociatrice de paix avec les Talibans                                      |
|       | Ghawgha             | Afghanistan | Musicienne                                                                  |
|       | Angela Ghayour      | Afghanistan | Professeure et fondatrice de la Herat Online School                         |
|       | Najlla Habibyar     | Afghanistan | Entrepreneure                                                               |
|       | Laila Haidari       | Afghanistan | Fondatrice du Mother Camp, un centre de réhabilitation pour anciens drogués |
|       | Zarlast Halaimzai   | Afghanistan | Militante pour les droits des réfugiés                                      |
|       | Shamsia Hassani     | Afghanistan | Artiste de rue                                                              |
|       | Nasrin Husseini     | Afghanistan | Vétérinaire                                                                 |
|       | Momena Ibrahimi     | Afghanistan | Agente de police                                                            |
|       | Freshta Karim       | Afghanistan | Fondatrice de la bibliothèque mobile Charmaghz                              |
|       | Amena Karimyan      | Afghanistan | Astronome                                                                   |
|       | Aliya Kazimy        | Afghanistan | Militante pour l'éducation                                                  |
|       | Hoda Khamosh        | Afghanistan | Militante pour la fin du tabou des menstruations                            |
|       | Mahera              | Afghanistan | Docteure                                                                    |
|       | Maral               | Afghanistan | Féministe                                                                   |
|       | Masouma             | Afghanistan | Juge                                                                        |
|       | Salima Mazari       | Afghanistan | Femme politique                                                             |
|       | Mohadese Mirzaee    | Afghanistan | Pilote                                                                      |
|       | Fahima Mirzaie      | Afghanistan | Danseuse de dervish                                                         |
|       | Basira Paigham      | Afghanistan | Militante pour les droits des minorités de genre                            |
|       | Rehana Popal        | Afghanistan | Avocate                                                                     |
|       | Razma               | Afghanistan | Musicienne                                                                  |
|       | Rohila              | Afghanistan | Écolière                                                                    |
|       | Ruksana             | Afghanistan | Chirurgienne                                                                |
|       | Halima Sadaf Karimi | Afghanistan | Femme politique et ancienne membre du Parlement                             |
|       | Roya Sadat          | Afghanistan | Productrice et réalisatrice                                                 |
|       | Shogufa Safi        | Afghanistan | Cheffe d'orchestre                                                          |
|       | Sahar               | Afghanistan | Footballeuse                                                                |
|       | Mahbouba Seraj      | Afghanistan | Militante pour les droits des femmes                                        |
|       | Anisa Shaheed       | Afghanistan | Journaliste                                                                 |
|       | Fatima Sultani      | Afghanistan | Alpiniste                                                                   |
|       | Sara Wahedi         | Afghanistan | Fondatrice de start-up                                                      |
|       | Roshanak Wardak     | Afghanistan | Gynécologue                                                                 |
|       | Benafsha Yaqoobi    | Afghanistan | Militante pour les droits des personnes en situation de handicap            |
|       | Zala Zazai          | Afghanistan | Agente de police                                                            |

#### Culture et éducation
| Image | Nom                      | Nationalité         | Activité                                                                 |
| ----- | ------------------------ | ------------------- | ------------------------------------------------------------------------ |
|       | Oluyemi Adetiba-Orija    | Nigeria             | Avocate                                                                  |
|       | Catherine Corless        | Irlande             | Historienne                                                              |
|       | Melinda Gates            | États-Unis          | Philanthrope                                                             |
|       | Saghi Ghahraman          | Iran Canada         | Écrivaine et poétesse                                                    |
|       | Mugdha Kalra             | Inde                | Militante pour les droits des personnes autistes                         |
|       | Helena Kennedy           | Royaume-Uni         | Femme politique et militante pour les droits des femmes et des minorités |
|       | Iman Le Caire            | Égypte              | Militante pour les droits des personnes trans                            |
|       | Depelsha Thomas McGruder | États-Unis          | Fondatrice de Moms of Black Boys Utd.                                    |
|       | Chimamanda Ngozi Adichie | États-Unis Nigeria  | Écrivaine                                                                |
|       | Lynn Ngugi               | Kenya               | Journaliste                                                              |
|       | Alba Rueda               | Argentine           | Militante pour les droits des personnes trans                            |
|       | Elif Shafak              | Royaume-Uni Turquie | Écrivaine et militante pour les droits des personnes LGBT+               |
|       | Mina Smallman            | Royaume-Uni         | Archidiacre de l'Église d'Angleterre                                     |
|       | Barbara Smolińska        | Pologne             | Artiste                                                                  |
|       | Adelaide Lala Tam        | Chine               | Conceptrice de nourriture                                                |
|       | Vera Wang                | États-Unis          | Créatrice de mode                                                        |
|       | Malala Yousafzai         | Pakistan            | Militante pour le droit à l'éducation des filles                         |

#### Sport et divertissement
| Image | Nom               | Nationalité        | Activité                                          |
| ----- | ----------------- | ------------------ | ------------------------------------------------- |
|       | Halima Aden       | Somalie États-Unis | Ancienne mannequin travaillant dans l'humanitaire |
|       | Sevda Altunoluk   | Turquie            | Joueuse de goalball                               |
|       | Carolina Garcia   | Argentine          | Directrice des programmes originaux chez Netflix  |
|       | Chloé Lopes Gomes | France             | Danseuse de ballet                                |
|       | Tanya Muzinda     | Zimbabwe           | Coureuse de motocross                             |
|       | Nanfu Wang (en)   | Chine              | Réalisatrice                                      |
|       | Ming-Na           | États-Unis Chine   | Actrice                                           |
|       | Rebel Wilson      | Australie          | Actrice, écrivaine et productrice                 |

#### Politique et militantisme
| Image | Nom                    | Nationalité               | Activité                                                             |
| ----- | ---------------------- | ------------------------- | -------------------------------------------------------------------- |
|       | Abia Akram             | Pakistan                  | Militante pour les droits des personnes en situation de handicap     |
|       | Natasha Asghar (en)    | Royaume-Uni               | Femme politique                                                      |
|       | Marcelina Bautista     | Mexique                   | Fondatrice d'un centre d'entraide pour les travailleurs domestiques  |
|       | Najla Mangoush         | Libye                     | Ministre des Affaires étrangères de Libye                            |
|       | Elisa Loncón           | Chili                     | Femme politique membre de la communauté Mapuche                      |
|       | Naomi Mata'afa         | Samoa                     | Première ministre des Samoa                                          |
|       | Amanda N. Nguyen       | États-Unis                | Militante pour les droits civiques                                   |
|       | Monica Paulus          | Papouasie-Nouvelle-Guinée | Militante venant en aide aux personnes accusées de sorcellerie       |
|       | Manjula Pradeep (en)   | Inde                      | Avocate et militante pour les droits humains                         |
|       | Soma Sara              | Royaume-Uni               | Fondatrice d'une plateforme pour les victimes d'agressions sexuelles |
|       | Ein Soe May            | Birmanie                  | Militante pour la démocratie                                         |
|       | Piper Stege Nelson     | États-Unis                | Officier de police                                                   |
|       | Sœur Ann Rose Nu Tawng | Birmanie                  | Religieuse catholique                                                |
|       | Emma Theofelus         | Namibie                   | Femme politique                                                      |

#### Science et santé
| Image | Nom                             | Nationalité       | Activité                                                     |
| ----- | ------------------------------- | ----------------- | ------------------------------------------------------------ |
|       | Mónica Araya                    | Costa Rica        | Militante pour des moyens de transports plus propres         |
|       | Jos Boys (en)                   | Royaume-Uni       | Architecte                                                   |
|       | Azmina Dhrodia                  | Canada            | Militante pour la fin des abus sur les réseaux sociaux       |
|       | Jamila Gordon                   | Somalie Australie | Entrepreneure                                                |
|       | Mia Krisna Pratiwi              | Indonésie         | Environnementaliste                                          |
|       | Heidi Larson (en)               | États-Unis        | Anthropologiste et directrice du Vaccine Confidence Project  |
|       | Sevidzem Ernestine Leikeki      | Cameroun          | Militante pour le climat                                     |
|       | Mulu Mefsin                     | Éthiopie          | Infirmière travaillant avec les victimes d'abus sexuels      |
|       | Tlaleng Mofokeng                | Afrique du Sud    | Rapporteur spécial des Nations unies sur le droit à la santé |
|       | Natália Pasternak Taschner (en) | Brésil            | Microbiologiste                                              |
|       | Yuma                            | Turkménistan      | Psychothérapeute et militante pour les droits LGBT           |

### 2022
Les lauréates sont les suivantes :

#### Politique et éducation
| Image | Nom                        | Nationalité        | Activité                                                            |
| ----- | -------------------------- | ------------------ | ------------------------------------------------------------------- |
|       | Maeen Al-Obaidi            | Yémen              | Avocate                                                             |
|       | Fatima Amiri               | Afghanistan        | Étudiante                                                           |
|       | Nathalie Becquart          | France Vatican     | Première femme sous-secrétaire du synode des évêques                |
|       | Taisia Bekbulatova         | Russie             | Fondatrice du média indépendant Holod                               |
|       | Kristina Berdynskykh       | Ukraine            | Journaliste politique                                               |
|       | María Fernanda Castro Maya | Mexique            | Militante pour les droits des personnes en situation de handicap    |
|       | Chanel Contos (en)         | Australie          | Militante du consentement sexuel                                    |
|       | Eva Copa                   | Bolivie            | Maire de El Alto, deuxième plus grande ville de Bolivie             |
|       | Joy Ezeilo                 | Nigeria            | Militante pour les droits des femmes et des victimes d'abus sexuels |
|       | Ibijoke Faborode           | Nigeria            | Fondatrice d'ElectHER                                               |
|       | Erika Hilton               | Brésil             | Première femme trans élue au Congrès national                       |
|       | Park Ji-hyun               | Corée du Sud       | Femme politique                                                     |
|       | Zahra Joya                 | Afghanistan        | Journaliste en exil                                                 |
|       | Ursula von der Leyen       | Allemagne          | Présidente de la Commission Européenne                              |
|       | Naomi Long                 | Royaume-Uni        | Femme politique d'Irlande du Nord                                   |
|       | Ayesha A. Malik            | Pakistan           | Juge à la Cour Suprême du Pakistan                                  |
|       | Zara Mohammadi             | Iran               | Militante kurde                                                     |
|       | Mia Mottley                | Barbade            | Première ministre de la Barbade                                     |
|       | Sepideh Qolian             | Iran               | Prisonnière politique                                               |
|       | Roza Salih (en)            | Écosse             | Femme politique et ancienne réfugiée                                |
|       | Simone Tebet               | Brésil             | Membre du Sénat fédéral brésilien                                   |
|       | Kisanet Tedros             | Érythrée           | Entrepreneuse                                                       |
|       | Cheng Yen                  | Taïwan             | Nonne bouddhiste                                                    |
|       | Nazanin Zaghari-Ratcliffe  | Iran / Royaume-Uni | Ancienne prisonnière politique                                      |
|       | Olena Zelenska             | Ukraine            | Première dame                                                       |

#### Culture et sport
| Image | Nom                     | Nationalité        | Activité                                                        |
| ----- | ----------------------- | ------------------ | --------------------------------------------------------------- |
|       | Dima Aktaa              | Syrie              | Militante pour les droits des personnes ayant un handicap       |
|       | Zar Amir Ebrahimi       | France / Iran      | Actrice                                                         |
|       | Selma Blair             | États-Unis         | Actrice                                                         |
|       | Ona Carbonell           | Espagne            | Nageuse synchronisée                                            |
|       | Sarah Chan              | Soudan du Sud      | Joueuse de basket en WNBA                                       |
|       | Priyanka Chopra Jonas   | Inde               | Actrice et productrice                                          |
|       | Billie Eilish           | États-Unis         | Autrice-compositrice-interprète                                 |
|       | Ons Jabeur              | Tunisie            | Joueuse de tennis                                               |
|       | Sneha Jawale            | Inde               | Survivante d'un crime d'honneur                                 |
|       | Reema Juffali           | Arabie saoudite    | Pilote automobile                                               |
|       | Kadri Keung             | Hong Kong          | Créatrice de mode inclusive                                     |
|       | Milky Lee               | Corée du Sud       | Productrice                                                     |
|       | Laura McAllister (en)   | Pays de Galles     | Ancienne footballeuse                                           |
|       | Milli (en)              | Thaïlande          | Rappeuse                                                        |
|       | Rita Moreno             | Porto Rico         | Actrice                                                         |
|       | Salima Mukansanga       | Rwanda             | Arbitre de football                                             |
|       | Alla Pougatcheva        | Russie             | Chanteuse                                                       |
|       | Elnaz Rekabi            | Iran               | Grimpeuse                                                       |
|       | Yulimar Rojas           | Venezuela          | Triple sauteuse                                                 |
|       | Sally Scales            | Australie          | Artiste et militante pour les droits des Aborigènes d'Australie |
|       | Nana Darkoa Sekyiamah   | Ghana              | Féministe et écrivaine                                          |
|       | Geetanjali Shree        | Inde               | Écrivaine                                                       |
|       | Alexandra Skotchilenko  | Russie             | Artiste et prisonnière politique                                |
|       | Velia Vidal Romero (es) | Colombie           | Écrivaine                                                       |
|       | Esraa Warda             | Algérie États-Unis | Danseuse de raï                                                 |

#### Militantisme
| Image | Nom                                     | Nationalité        | Activité                                                                                |
| ----- | --------------------------------------- | ------------------ | --------------------------------------------------------------------------------------- |
|       | Lina Abu Akleh                          | Palestine          | Militante pour les droits humains                                                       |
|       | Velmariri Bambari                       | Indonésie          | Militante pour les droits des personnes victimes d'abus sexuels                         |
|       | Tarana Burke                            | États-Unis         | Militante pour les droits civils                                                        |
|       | Sanjida Islam Choya                     | Bangladesh         | Militante contre le mariage des enfants                                                 |
|       | Heidi Crowter (en)                      | Royaume-Uni        | Militante pour le droit des personnes atteintes du syndrome de Down                     |
|       | Sandya Eknelygoda                       | Sri Lanka          | Militante pour les droits humains                                                       |
|       | Gohar Eshghi (en)                       | Iran               | Militante pour les droits civils, mère du blogueur Sattar Beheshti                      |
|       | Ceci Flores                             | Mexique            | Fondatrice de Madres Buscadoras de Sonora                                               |
|       | Geraldina Guerra Garcés                 | Équateur           | Militante pour les droits des femmes victimes de violence                               |
|       | Moud Goba                               | Royaume-Uni        | Militante pour les droits des personnes LGBTQ+                                          |
|       | Toutes les femmes coupant leurs cheveux | Iran               |                                                                                         |
|       | Gehad Hamdy                             | Égypte             | Militante pour les droits des femmes victimes de violence et fondatrice de Speak Up     |
|       | Judith Heumann                          | États-Unis         | Militante pour les droits des personnes en situation de handicap                        |
|       | Jebina Yasmin Islam                     | Royaume-Uni        | Soeur de Sabina Nessa devenue militante pour les droits des femmes victimes de violence |
|       | Layli                                   | Iran               | Manifestante                                                                            |
|       | Hadizatou Mani                          | Niger              | Militante anti esclavagiste                                                             |
|       | Oleksandra Matviïtchouk                 | Ukraine            | Dirigeante du Centre pour les libertés civiles                                          |
|       | Narges Mohammadi                        | Iran               | Militante pour les droits humains                                                       |
|       | Tamana Zaryab Paryani                   | Afghanistan        | Militante pour l'éducation des filles                                                   |
|       | Alice Pataxó (pt)                       | Brésil             | Personnalité pataxó militant pour la protection des terres indigènes                    |
|       | Roya Piraei                             | Iran               | Militante pour les droits des femmes                                                    |
|       | Yuliia Sachuk                           | Ukraine            | Militante pour les droits des personnes en situation de handicap                        |
|       | Suvada Selimović                        | Bosnie-Herzégovine | Militante pour la paix                                                                  |
|       | Efrat Tilma (en)                        | Israël             | Militante pour les droits des personnes trans                                           |
|       | Zhou Xiaoxuan (en)                      | Chine              | Militante pour les droits des femmes                                                    |

#### Santé et science
| Image | Nom                         | Nationalité            | Activité                                                                             |
| ----- | --------------------------- | ---------------------- | ------------------------------------------------------------------------------------ |
|       | Aye Nyein Thu               | Birmanie               | Médecin                                                                              |
|       | Sirisha Bandla              | Inde                   | Astronaute                                                                           |
|       | Victoria Baptiste           | États-Unis             | Descendante d'Henrietta Lacks militant pour une meilleure compréhension des vaccins  |
|       | Niloufar Bayani (en)        | Iran                   | Environnementaliste et prisonnière politique                                         |
|       | Sandy Cabrera Arteaga       | Honduras               | Militante des droits sexuels et reproductifs                                         |
|       | Samrawit Fikru              | Éthiopie               | Fondatrice de RIDE                                                                   |
|       | Wegahta Gebreyohannes Abera | Éthiopie               | Fondatrice de Hdrina                                                                 |
|       | Dilek Gürsoy (en)           | Allemagne              | Chirurgienne cardiaque                                                               |
|       | Sofía Heinonen              | Argentine              | Protectrice de la biodiversité                                                       |
|       | Kimiko Hirata (en)          | Japon                  | Militante pour le climat                                                             |
|       | Judy Kihumba                | Kenya                  | Interprète en langue des signes                                                      |
|       | Marie Christina Kolo        | Madagascar             | Militante pour le climat                                                             |
|       | Iryna Kondratova            | Ukraine                | Pédiatre basée à Kharkiv                                                             |
|       | Asonele Kotu                | Afrique du Sud         | Fondatrice de FemConnect                                                             |
|       | Erika Liriano               | République dominicaine | Productrice de cacao équitable                                                       |
|       | Naja Lyberth                | Groenland              | Militante pour les droits des femmes Inuits                                          |
|       | Nigar Marf                  | Irak                   | Infirmière dans un service de grands brûlés                                          |
|       | Monica Musonda              | Zambie                 | Fondatrice de Java Foods Limited                                                     |
|       | Ifeoma Ozoma (en)           | États-Unis             | Militante pour les droits civils                                                     |
|       | Ioulia Païevska             | Ukraine                | Fondatrice d'une unité d'ambulanciers volontaires durant la guerre russo-ukrainienne |
|       | Jane Rigby                  | États-Unis             | Astronome et astrophysicienne                                                        |
|       | Ainura Sagyn                | Kirghizistan           | Fondatrice de Tazar                                                                  |
|       | Monica Simpson (en)         | États-Unis             | Militante pour les droits reproductifs des Afro Américaines dans les États du Sud    |
|       | Maryna Viazovska            | Ukraine                | Mathématicienne                                                                      |
|       | Iana Zinkevytch             | Ukraine                | Femme politique et vétéran                                                           |

### 2023

#### Culture et éducation
Les lauréates sont les suivantes :
| Image | Nom                            | Nationalité            | Activité                                                                          |
| ----- | ------------------------------ | ---------------------- | --------------------------------------------------------------------------------- |
|       | Kera Sherwood-O'Regan (en)     | Nouvelle-Zélande       | Militante pour les droits des indigènes et des personnes en situation de handicap |
|       | Natalia Idrisova               | Tadjikistan            | Consultante en énergie verte                                                      |
|       | Jess Pepper                    | Royaume-Uni            | Fondatrice du Café du climat                                                      |
|       | Sagarika Sriram (en)           | Émirats arabes unis    | Militante écologiste et éducatrice                                                |
|       | Sophia Kianni                  | États-Unis             | Militante écologiste                                                              |
|       | Susanne Etti                   | Australie              | Experte en tourisme ecoresponsable                                                |
|       | Jannatul Ferdous               | Bangladesh             | Survivante de brûlures                                                            |
|       | Sarah Ott                      | États-Unis             | Professeure des écoles                                                            |
|       | Lala Pasquinelli (en)          | Argentine              | Artiste                                                                           |
|       | Varaidzo Kativhu               | Zimbabwe / Royaume-Uni | YouTubeuse                                                                        |
|       | Hosai Ahmadzai (en)            | Afghanistan            | Présentatrice du journal télévisé                                                 |
|       | Louise Mabulo (en)             | Philippines            | Fermière et entrepreneuse                                                         |
|       | Matcha Phorn-in (en)           | Thaïlande              | Militante pour les droits des autochtones                                         |
|       | Oksana Zaboujko                | Ukraine                | Écrivaine                                                                         |
|       | Licia Fertz                    | Italie                 | Mannequin et influenceuse                                                         |
|       | Chila Kumari Burman            | Royaume-Uni            | Artiste féministe                                                                 |
|       | Clara Elizabeth Fragoso Ugarte | Mexique                | Conductrice de camion                                                             |
|       | Huda Kattan                    | États-Unis             | Fondatrice d'une ligne de produits de beauté                                      |
|       | Esi Buobasa                    | Ghana                  | Poissonnière                                                                      |
|       | Daria Andreïevna Serenko       | Russie                 | Poétesse et féministe                                                             |
|       | Carolina Díaz Pimentel (en)    | Pérou                  | Journaliste                                                                       |
|       | Arati Kumar-Rao (en)           | Inde                   | Photographe                                                                       |
|       | Marijeta Mojasevic             | Monténégro             | Militante pour les droits des personnes en situation de handicap                  |
|       | Paulina Chiziane               | Mozambique             | Écrivaine                                                                         |
|       | Afroze-Numa (en)               | Pakistan               | Bergère                                                                           |
|       | Tenzin Palmo                   | Inde                   | Nonne bouddhiste                                                                  |
|       | Shairbu Sagynbaeva             | Kirghizistan           | Cofondatrice du magasin de couture For Life                                       |

#### Sport et divertissement
| Image | Nom                         | Nationalité    | Activité                         |
| ----- | --------------------------- | -------------- | -------------------------------- |
|       | Alice Oseman                | Royaume-Uni    | Écrivaine pour enfants           |
|       | Paramida                    | Allemagne      | DJ et productrice de musique     |
|       | Ana Camila Pirelli          | Paraguay       | Athlète paralympique             |
|       | America Ferrera             | États-Unis     | Actrice                          |
|       | Desak Made Rita Kusuma Dewi | Indonésie      | Grimpeuse                        |
|       | Andreza Delgado             | Brésil         | Curatrice                        |
|       | Antinisca Cenci             | Italie         | Voltigeuse équestre              |
|       | Anne Grall                  | France         | Comédienne                       |
|       | Harmanpreet Kaur (en)       | Inde           | Joueuse de cricket               |
|       | Georgia Harrison (en)       | Royaume-Uni    | Personnalité de la télévision    |
|       | Bianca Williams             | Royaume-Uni    | Sprinteuse                       |
|       | Aitana Bonmatí              | Espagne        | Footballeuse                     |
|       | Khine Hnin Wai (en)         | Birmanie       | Actrice                          |
|       | Justina Miles (en)          | États-Unis     | Performeuse en langue des signes |
|       | Diya Mirza                  | Inde           | Actrice                          |
|       | Dayeon Lee                  | Corée du Sud   | Militante de Kpop4Planet         |
|       | Zandile Ndhlovu             | Afrique du Sud | Instructrice de plongée          |
|       | Aziza Sbaity (en)           | Liban          | Sprinteuse                       |

#### Politique et militantisme
| Image | Nom                    | Nationalité                      | Activité                                                         |
| ----- | ---------------------- | -------------------------------- | ---------------------------------------------------------------- |
|       | Najla Mohamed-Lamin    | Sahara occidental                | Militante pour le climat et les droits des femmes                |
|       | Nataša Kandić          | Serbie                           | Militante pour les droits de l'homme                             |
|       | Alicia Cahuiya         | Équateur                         | Militante pour les droits des personnes indigènes                |
|       | Sepideh Rashnu (en)    | Iran                             | Écrivaine et artiste                                             |
|       | Bella Galhos (en)      | Timor oriental                   | Militante politique                                              |
|       | Yael Braudo-Bahat (en) | Israël                           | Militante pour la paix                                           |
|       | Sofia Kosacheva        | Russie                           | Pompière                                                         |
|       | Christiana Figueres    | Costa Rica                       | Diplomate                                                        |
|       | Shamsa Araweelo        | Somalie / Royaume-Uni            | Militante contre les mutilations génitales féminines             |
|       | Summia Tora (en)       | Afghanistan                      | Militante pour les droits des réfugiés                           |
|       | Maryam al-Khawaja      | Bahreïn / Danemark               | Militante pour les droits de l'homme                             |
|       | Monica McWilliams      | Royaume-Uni                      | Négociatrice de paix                                             |
|       | Ulanda Mtamba          | Malawi                           | Militante contre le mariage des enfants                          |
|       | Gloria Steinem         | États-Unis                       | Féministe                                                        |
|       | Amal Clooney           | Liban / Royaume-Uni              | Avocate                                                          |
|       | Xu Zaozao (en)         | Chine                            | Militante pour l'autonomie féminine                              |
|       | Neema Namadamu         | République démocratique du Congo | Militante pour les droits des personnes en situation de handicap |
|       | Dehenna Davison        | Royaume-Uni                      | Femme politique                                                  |
|       | Rukshana Kapali (en)   | Népal                            | Militante pour le logement                                       |
|       | Michelle Obama         | États-Unis                       | Ancienne avocate                                                 |
|       | Renita Holmes          | États-Unis                       | Militante pour le logement                                       |
|       | Sônia Guajajara        | Brésil                           | Militante autochtone et députée fédérale                         |
|       | Rina Gonoi             | Japon                            | Ancienne militaire                                               |
|       | Bernadette Smith (en)  | Canada                           | Femme politique issue des Premières Nations                      |
|       | Tamar Museridze        | Géorgie                          | Journaliste                                                      |
|       | Yasmina Benslimane     | Maroc                            | Fondatrice de Politics4Her                                       |
|       | Iryna Stavchuk (en)    | Ukraine                          | Militante pour le climat auprès du gouvernement                  |

#### Science, médecine et technologie
| Image | Nom                     | Nationalité       | Activité                                                           |
| ----- | ----------------------- | ----------------- | ------------------------------------------------------------------ |
|       | Neha Mankani (en)       | Pakistan          | Sage-femme                                                         |
|       | Claudia Goldin          | États-Unis        | Économiste                                                         |
|       | Sonia Kastner           | États-Unis        | Développeuse d'une appli qui détecte les feux de forêts            |
|       | Sara Al-Saqqa           | Palestine         | Chirurgienne en cheffe                                             |
|       | Trần Gấm                | Vietnam           | Directrice d'une entreprise de biogaz                              |
|       | Isabel Farías Meyer     | Chili             | Militante pour la ménopause précoce                                |
|       | Wanjira Mathai          | Kenya             | Militante écologiste                                               |
|       | Fabiola Trejo           | Mexique           | Psychologiste sociale                                              |
|       | Basima Abdulrahman (en) | Irak              | Fondatrice d'une entreprise d'architecture écologique              |
|       | Leanne Cullen-Unsworth  | Royaume-Uni       | Scientifique marine                                                |
|       | Qiyun Woo (en)          | Singapour         | Militante écologiste                                               |
|       | Rumaitha Al Busaidi     | Oman              | Écoféministe                                                       |
|       | Gladys Kalema-Zikusoka  | Ouganda           | Vétérinaire                                                        |
|       | Susan Chomba            | Kenya             | Scientifique                                                       |
|       | Anamaría Font           | Venezuela         | Physicienne des particules                                         |
|       | Jennifer Uchendu        | Nigeria           | Avocate pour la santé mentale et l'éco-anxiété                     |
|       | Amina Al-Bish           | Syrie             | Sauveteuse volontaire                                              |
|       | Anna Huttunen           | Finlande          | Experte sur l'impact du carbone                                    |
|       | Canan Dağdeviren        | Turquie           | Scientifique et inventrice                                         |
|       | Elham Youssefian        | États-Unis / Iran | Militante pour le climat et les personnes en situation de handicap |
|       | Izabela Dłużyk (en)     | Pologne           | Enregistreuse de sons                                              |
|       | Marcela Fernández       | Colombie          | Guide                                                              |
|       | Astrid Linder (en)      | Suède             | Professeure de sécurité routière                                   |
|       | Sumini                  | Indonésie         | Manager forestière                                                 |
|       | Natalie Psaila          | Malte             | Militante pour le droit à l'avortement                             |
|       | Bayang                  | Chine             | Militante pour la durabilité                                       |
|       | Olena Rozvadovska (en)  | Ukraine           | Militante pour les droits des enfants                              |
|       | Timnit Gebru            | États-Unis        | Experte en intelligence artificielle                               |

### 2024
Les lauréates sont les suivantes : 

#### Pionnières climatiques
| Image | Nom                        | Nationalité | Activité                                     |
| ----- | -------------------------- | ----------- | -------------------------------------------- |
|       | Rosmarie Wydler-Wälti (en) | Suisse      | Enseignante et militante pour le climat      |
|       | Nejla Işık                 | Turquie     | Chef de village et militante pour les forêts |
|       | Enas Al-Ghoul (en)         | Palestine   | Ingénieure agronome                          |
|       | Rosa Vásquez Espinoza (en) | Pérou       | Biologiste chimique                          |
|       | Shilshila Acharya (en)     | Népal       | Entrepreneuse en développement durable       |
|       | Adenike Oladosu            | Nigeria     | Militante pour la justice climatique         |
|       | Naomi Chanda               | Zambie      | Fermière et formatrice                       |
|       | Sasha Luccioni             | Canada      | Informaticienne                              |
|       | Maheder Haileselassie (en) | Éthiopie    | Photographe                                  |
|       | Inna Modja                 | Mali        | Artiste et militante pour le climat          |
|       | Brigitte Baptiste          | Colombie    | Biologiste et écologue                       |

#### Culture et éducation
| Image      | Nom                        | Nationalité         | Activité                                                                                    |
| ---------- | -------------------------- | ------------------- | ------------------------------------------------------------------------------------------- |
|            | Maria Teresa Horta         | Portugal            | Poétesse et autrice                                                                         |
|            | Olivia McVeigh             | Royaume-Uni         | Maquilleuse                                                                                 |
|            | Cristina Rivera Garza      | Mexique/ États-Unis | Écrivaine et historienne                                                                    |
|            | Hamida Aman                | Afghanistan         | Entrepreneuse des médias et de l'éducation                                                  |
|            | Dilorom Iouldocheva        | Ouzbékistan         | Couturière et femme d'affaires                                                              |
|            | Yasmeen Mjalli             | Palestine           | Styliste                                                                                    |
|            | Lesley Lokko               | Ghana/ Royaume-Uni  | Architecte et écrivaine                                                                     |
|            | Margarita Barrientos       | Argentine           | Fondatrice d'une soupe populaire                                                            |
|            | Shin Daewe                 | Birmanie            | Cinéaste documentariste                                                                     |
|            | Anat Hoffman               | Israël              | Militante pour les droits des femmes dans le judaïsme                                       |
|            | Sharon Kleinbaum           | États-Unis          | Rabbine, militante pour les droits LGBT dans le judaïsme                                    |
|            | Johana Bahamón             | Colombie            | Militante sociale pour les droits des prisonniers                                           |
|            | Idania del Río             | Cuba                | Entrepreneuse de la mode                                                                    |
|            | Svetlana Anokhina          | Russie              | Militante pour les droits humains et contre les violences faites aux femmes                 |
|            | Xuân Phượng                | Vietnam             | Réalisatrice, autrice, galeriste                                                            |
|            | Hinda Abdi Mohamoud        | Somalie             | Journaliste                                                                                 |
| (à droite) | Eugenia Bonetti            | Italie              | Religieuse et militante pour les droits humains                                             |
|            | Su Min                     | Chine               | Voyageuse et influenceuse                                                                   |
|            | Plestia Alaqad             | Palestine           | Journaliste et écrivaine                                                                    |
|            | Harbia Al Himiary          | Yémen               | Ingénieur en protection du patrimoine                                                       |
|            | Pooja Sharma               | Inde                | Interprète de rites funéraires                                                              |
|            | Janylsynzat Tourganbaïeva  | Kirghizistan        | Gérante d'un musée                                                                          |
|            | Christina Assi             | Liban               | Photojournaliste                                                                            |
|            | Helen Molyneux             | Royaume-Uni         | Cofondatrice de Monumental Welsh Women, mouvement visant à féminiser la statuaire galloise. |
|            | Maheder Haileselassie (en) | Éthiopie            | Photographe                                                                                 |
|            | Tracey Emin                | Royaume-Uni         | Artiste contemporaine                                                                       |
|            | Shahrnush Parsipur         | Iran/ États-Unis    | Écrivaine et traductrice                                                                    |
|            | Linda Dröfn Gunnarsdóttir  | Islande             | Gérante d'un refuge pour femmes victimes de violences                                       |
|            | Roxy Murray                | Royaume-Uni         | Militante pour les droits des personnes en situation de handicap                            |

#### Divertissement et sport
| Image | Nom                    | Nationalité  | Activité                                                           |
| ----- | ---------------------- | ------------ | ------------------------------------------------------------------ |
|       | Elaha Soroor           | Afghanistan  | Chanteuse et compositrice                                          |
|       | Sharon Stone           | États-Unis   | Actrice                                                            |
|       | Madison Tevlin         | Canada       | Présentatrice de talk-show et mannequin                            |
|       | Tracy Otto             | États-Unis   | Archère                                                            |
|       | Noella Wiyaala Nwadei  | Ghana        | Musicienne d'afro-pop                                              |
|       | Zakia Khudadadi        | Afghanistan  | Taekwondoïste paralympique                                         |
|       | Joan Chelimo           | Kenya        | Coureuse de fond                                                   |
|       | Kim Ye-ji              | Corée du Sud | Tireuse olympique au pistolet                                      |
|       | Naomi Watanabe         | Japon        | Comédienne                                                         |
|       | Rebeca Andrade         | Brésil       | Gymnaste artistique                                                |
|       | Allyson Felix          | États-Unis   | Athlète, spécialiste du sprint                                     |
|       | Vinesh Phogat          | Inde         | Lutteuse                                                           |
|       | Firda Marsya Kurnia    | Indonésie    | Musicienne et chanteuse de heavy metal                             |
|       | Zhiying « Tania » Zeng | Chili        | Joueuse de tennis de table                                         |
|       | Chloé Zhao             | Royaume-Uni  | Réalisatrice de cinéma                                             |
|       | Hend Sabri             | Tunisie      | Actrice                                                            |
|       | Raye                   | Royaume-Uni  | Chanteuse                                                          |
|       | Hadiqa Kiani (en)      | Pakistan     | Autrice-compositrice-interprète                                    |
|       | Inna Modja             | Mali         | Artiste et militante féministe pour le climat et contre l'excision |
|       | Gaby Moreno            | Guatemala    | Musicienne de pop latino                                           |

#### Politique et militantisme
| Image | Nom                         | Nationalité                      | Activité                                                               |
| ----- | --------------------------- | -------------------------------- | ---------------------------------------------------------------------- |
|       | Zhina Modares Gorji         | Iran                             | Militante pour les droits des femmes                                   |
|       | Fawzia al-Otaibi            | Arabie saoudite/ Royaume-Uni     | Militante pour les droits des femmes                                   |
|       | Einav Zangauker (en)        | Israël                           | Militante pour la libération des otages de l'attaque du 7 octobre 2023 |
|       | Gisèle Pelicot              | France                           | Victime, survivante et témoin de l'affaire des viols de Mazan          |
|       | Ruth López                  | Salvador                         | Avocate                                                                |
|       | Nejla Işık                  | Turquie                          | Chef de village et militante pour les forêts                           |
|       | Ann « Waaddao » Chumaporn   | Thaïlande                        | Militante pour les droits LGBTQ+                                       |
|       | Kasha Jacqueline Nabagesera | Ouganda                          | Militante pour la diversité et l'inclusion                             |
|       | Angela Rayner               | Royaume-Uni                      | Vice-Première ministre du Royaume-Uni                                  |
|       | Danielle Cantor             | Israël/ Palestine                | Militante culturelle                                                   |
|       | Lilia Tchanycheva           | Russie                           | Militante politique et ancienne prisonnière                            |
|       | Yumi Suzuki                 | Japon                            | Plaignante dans une affaire de stérilisation forcée                    |
|       | Rosmarie Wydler-Wälti       | Suisse                           | Enseignante et militante pour le climat                                |
|       | Susan Collins               | États-Unis                       | Sénatrice des États-Unis                                               |
|       | Katherine Martínez          | Venezuela                        | Avocate des droits de l'homme                                          |
|       | Nadia Murad                 | Irak                             | Lauréate du prix Nobel de la paix                                      |
|       | Mahrang Baloch              | Pakistan                         | Médecin et militante politique                                         |
|       | Lourdes Barreto             | Brésil                           | Militante pour les droits des travailleuses du sexe                    |
|       | Hala al-Karib               | Soudan                           | Militante contre les violences sexuelles en temps de guerre            |
|       | Latisha McCrudden           | Irlande                          | Militante de l'Irish Traveller Movement (en)                           |
|       | Hana-Rawhiti Maipi-Clarke   | Nouvelle-Zélande                 | Femme politique                                                        |
|       | Guerline M. Jozef           | Haïti                            | Militante pour les droits des immigrés                                 |
|       | Amanda Zurawski             | États-Unis                       | Militante pour les droits reproductifs                                 |
|       | Huang Jie                   | Taïwan                           | Femme politique                                                        |
|       | Aruna Roy                   | Inde                             | Militante sociale et femme politique                                   |
|       | Kemi Badenoch               | Royaume-Uni                      | Femme politique, dirigeante du Parti conservateur                      |
|       | Annie Sinanduku Mwange      | République démocratique du Congo | Mineure                                                                |
|       | Feng Yuan                   | Chine                            | Militante pour les droits des femmes                                   |

#### Sciences, santé et technologie
| Image | Nom                    | Nationalité           | Activité                                                                                                |
| ----- | ---------------------- | --------------------- | --- |
|       | Adenike Oladosu        | Nigeria               | Militante pour la justice climatique                                                                    |
|       | Sara Berkai            | Royaume-Uni/ Érythrée | Conceptrice de kits scientifiques DIY                                                                   |
|       | Sneha Revanur          | États-Unis            | Experte en IA et militante pour la régulation de l'IA                                                   |
|       | Olga Olefirenko        | Ukraine               | Fermière                                                                                                |
|       | Shilshila Acharya      | Népal                 | Entrepreneuse en développement durable                                                                  |
|       | Subin Park             | Corée du Sud          | Fondatrice de Stair Crusher Club, projet venant en aide aux personnes en situation de handicap physique |
|       | Enas Al-Ghoul          | Palestine             | Ingénieure agronome                                                                                     |
|       | Silvana Santos         | Brésil                | Biologiste                                                                                              |
|       | Sasha Luccioni         | Canada                | Informaticienne                                                                                         |
|       | Safa Ali               | Soudan                | Obstétricienne                                                                                          |
|       | Naomi Chanda           | Zambie                | Fermière et formatrice                                                                                  |
|       | Brigitte Baptiste      | Colombie              | Biologiste et écologue                                                                                  |
|       | Samia                  | Syrie                 | Conseillère psychologique                                                                               |
|       | Shireen Abed           | Palestine             | Pédiatre                                                                                                |
|       | Nour Emam              | Égypte                | Entrepreneuse en fem-tech (en)                                                                          |
|       | Georgina Long          | Australie             | Oncologue médicale                                                                                      |
|       | Rosa Vásquez Espinoza  | Pérou                 | Biologiste chimique                                                                                     |
|       | Kauna Malgwi           | Nigeria               | Dirigeante syndicale des modérateurs de contenu                                                         |
|       | Rikta Akter Banu       | Bangladesh            | Infirmière et fondatrice d'école                                                                        |
|       | Katalin Karikó         | Hongrie               | Biochimiste, lauréate du prix Nobel                                                                     |
|       | Gabriela Salas Cabrera | Mexique               | Programmeuse et data scientist                                                                          |
|       | Sunita Williams        | États-Unis            | Astronaute                                                                                              |
|       | Olga Roudnieva         | Ukraine               | Fondatrice du Superhumans Centre, centre de réhabilitation pour les blessés de guerre                   |

## Autres participantes
| Nom            | Activité                                             |
| -------------- | ---------------------------------------------------- |
| Sarah Walker   | Dirigeante du English Collective of Prostitutes (en) |
| Cerrie Burnell | Présentatrice de télévision pour enfants             |
| Selma James    | Auteure et activiste                                 |